# Schweizer Armee
Die Schweizer Armee (französisch Armée suisse, italienisch Esercito svizzero, rätoromanisch Armada svizraⓘ) ist die Streitmacht der Schweizerischen Eidgenossenschaft. Sie wurde 1817 als gesamteidgenössische Institution gegründet und sichert seitdem die bewaffnete Neutralität der Schweiz. Ihren einzigen Kriegseinsatz erlebte sie im Sonderbundskrieg von 1847. Sowohl im Ersten Weltkrieg als auch im Zweiten Weltkrieg kam es zu einer allgemeinen Mobilmachung. Charakteristisch für sie ist das Milizsystem, bei dem fast alle Dienstposten durch Wehrpflichtige besetzt sind. Chef der Armee ist seit dem 1. Januar 2020 Korpskommandant Thomas Süssli.

## Offizielle Bezeichnungen
Bis zum Ende des Jahres 2003 (Armee 61 und Armee 95) wurde von der Schweizerischen Armee gesprochen. Seither ist Schweizer Armee die offizielle Bezeichnung. In den anderen drei Landessprachen hat sich die Bezeichnung nicht verändert. Auf Französisch heisst sie Armée suisse, auf Italienisch Esercito svizzero und auf Rätoromanisch Armada svizra. Auf Englisch tritt die Armee als Swiss Armed Forces auf.

## Logos

Älteres Logo
Viersprachiges Logo bis 2023
Viersprachiges Logo seit 2023
Deutschsprachiges Logo seit 2023
Französischsprachiges Logo seit 2023
Italienischsprachiges Logo seit 2023

## Auftrag

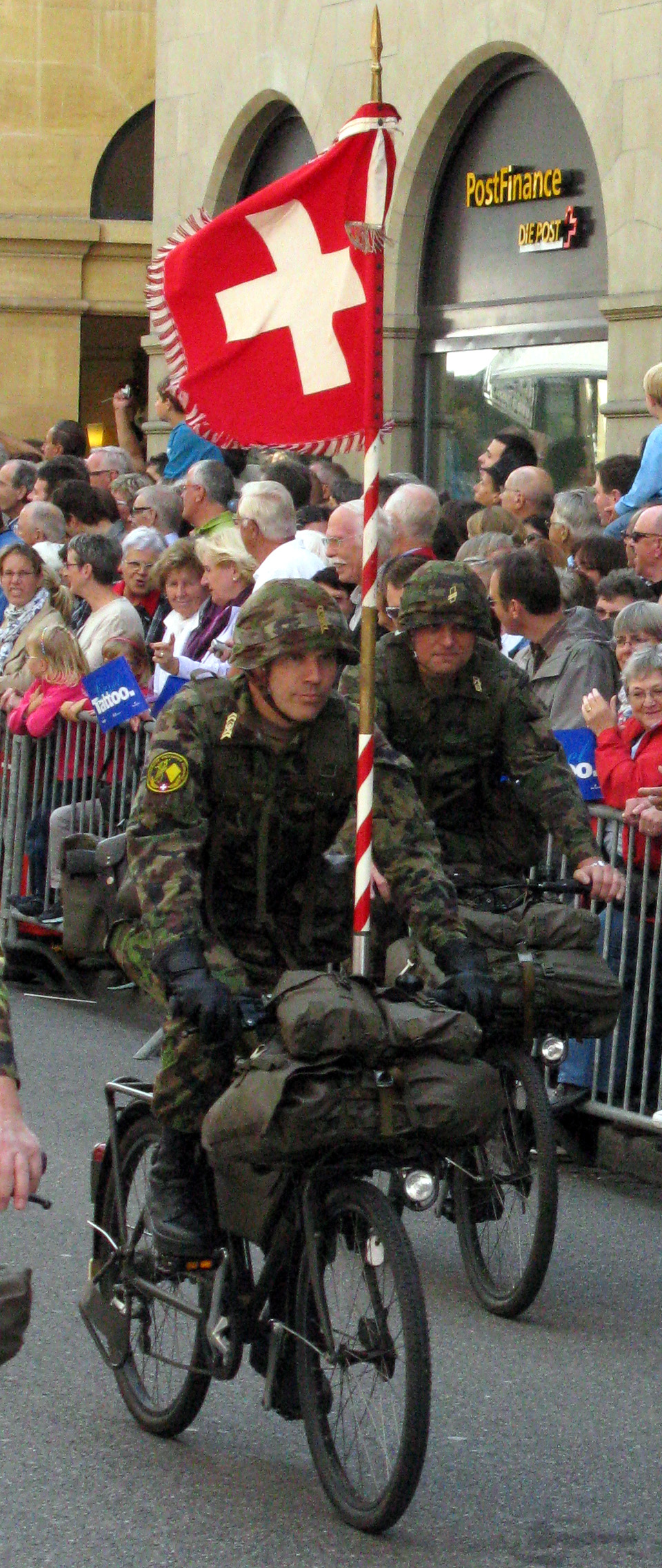
Schweizer Soldaten auf Militärfahrrädern, Basel Tattoo 2011

Folgende Aufgaben sind der Schweizer Armee durch die Bundesverfassung und das Militärgesetz übertragen:

Die Armee hat den Auftrag:
a. zur Verhinderung von Kriegen und Erhaltung des Friedens beizutragen;
b. die Schweiz zu verteidigen und ihre Bevölkerung zu schützen;
c. zur Friedensförderung im internationalen Rahmen Beiträge zu leisten;
d. bei schwerwiegenden Bedrohungen der inneren Sicherheit sowie insbesondere bei der Bewältigung von Katastrophen im In- und Ausland die zivilen Behörden zu unterstützen, wenn deren Mittel nicht mehr ausreichen.

Verteidigung ist der Kernauftrag der Armee. Die Armee soll das Territorium der Schweiz sichern und verteidigen. Dazu setzt die Schweiz auf die abschreckende Wirkung der ständigen Kampfbereitschaft der Schweizer Armee. In diesem Zusammenhang wird der Begriff des «hohen Eintrittspreises» verwendet, den ein potentieller Angreifer zahlen müsse, wenn er die Schweiz angreife, das Territorium zu besetzen oder den Durchmarsch zu erzwingen versuche.
Unterstützung der zivilen Behörden bildet den Hauptanteil der aktuellen Einsätze der Armee. Bei Naturkatastrophen kann die Armee Katastrophenhilfebataillone aufbieten. Dies umfasst insbesondere den Dauerauftrag der Botschafts- und Konsulatsbewachungen, sowie Einsätze zugunsten von Grossveranstaltungen wie dem G8-Gipfel, dem Weltwirtschaftsforum in Davos, der Expo.02 oder diversen Sportveranstaltungen.
Friedensförderung ist ein personell sehr kleiner Bereich. Die Schweiz stellt der UNO unbewaffnete Militärbeobachter (im Offiziersrang) zur Verfügung. Daneben gibt es zurzeit nur zwei bewaffnete Einheiten im Ausland: die seit 1999 der KFOR unterstellte Swisscoy mit bis zu 220 Armeeangehörigen und seit Herbst 2004 rund 25 Armeeangehörigen im Rahmen der EUFOR-Mission in Bosnien und Herzegowina.
Seit 1953 sind Soldaten der Schweizer Armee Teil der Neutralen Überwachungskommission in Korea (NNSC). Die Kommission zeigt durch ihre Präsenz an der inner-koreanischen Demarkationslinie, dass das Waffenstillstandsabkommen immer noch gültig und zu respektieren ist.
Die Gewichtung dieser Aufträge unterliegt Änderungen, die sich aus der sicherheitspolitischen Lage ergeben. Im Juni 2007 entschied sich beispielsweise der Nationalrat für eine Verdoppelung der Mannschaftsstärken für die Friedensförderung. Die Verantwortung für Planung, Bereitstellung und Führung der friedensfördernden Auslandseinsätze liegt beim Kompetenzzentrum Swissint.

## Struktur
Die Schweizer Armee teilt sich in die Kommandos Operationen und Ausbildung, den Armeestab, die Logistikbasis der Armee und seit dem 1. Januar 2024 das Kommando Cyber auf.
Eine Besonderheit der schweizerischen Streitkräfte ist das Milizsystem. Es gibt insgesamt nur etwa fünf Prozent Berufs- und Zeitsoldaten. Alle übrigen Angehörigen der Armee (AdA) sind Wehrpflichtige im Alter zwischen 18 und 34 Jahren, in Stabs- und Spezialfunktionen bis 50 Jahren, die jeweils nur für die Dauer des Ausbildungsdienstes ihrer Einteilungsformation einrücken.
Wegen des Milizsystems, dem im Zweiten Weltkrieg errichteten Réduit und der weltweit einzigartigen Form der Volksbewaffnung, bei der Angehörige der Armee ihre Uniform und ihre persönliche Waffe zu Hause aufbewahren, entstand die Redewendung «Die Schweiz hat keine Armee, die Schweiz ist eine Armee!».
Nach dem Ende des Kalten Krieges wurde durch die Armeereformen der Mannschaftsbestand sukzessive reduziert, jedoch hielt man am Milizprinzip und der allgemeinen Wehrpflicht fest, im Gegensatz zu den meisten umliegenden europäischen Staaten, die reine Berufsarmeen geschaffen haben. Die Mehrheit der Schweizer Bevölkerung befürwortet die allgemeine Wehrpflicht, wie dies zuletzt durch die Volksabstimmung vom 22. September 2013 deutlich wurde.
Armee XXI

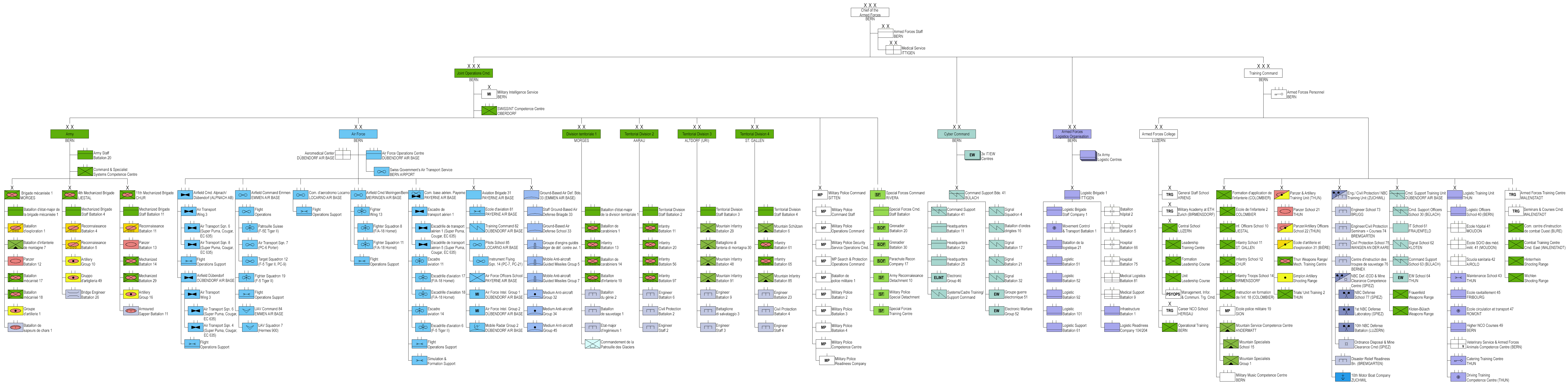
Struktur der Schweizer Armee nach Abschluss der Armeereform «Weiterentwicklung der Armee» 2018

Unter dem Namen Armee XXI lief eine grosse Armeereform, mit der die Schweizer Streitkräfte laufend an sich verändernde sicherheitspolitische Gegebenheiten angepasst wurde. Das dazugehörige neue Militärgesetz nahmen am 18. Mai 2003 Volk und Ständen nach einer Volksabstimmung an.
Die Mannschaftsstärke wurde von 400'000 (Armee 95) auf rund 200'000 Armeeangehörige reduziert. Davon waren 120'000 in aktive Verbände und 80'000 in Reserveeinheiten eingeteilt.
Die 120'000 Aktiven leisteten jedes Jahr drei (für Soldaten) bzw. vier (für Kader) Wochen Wiederholungskurs (FDT, Fortbildungsdienst der Truppe). Die Reserveeinheiten leisteten in der Regel keine Wiederholungskurse, hätten aber bei veränderter Sicherheitslage durch Bundesratsbeschluss dazu verpflichtet werden können.
Teilweise existierte die Ausrüstung dieser Reserveeinheiten nur auf dem Papier. Zwar verfügt die Schweizer Armee aufgrund der Halbierung des Bestandes über eine Vielzahl an modernem und funktionsfähigem Material, wie Kampfpanzer vom Typ Pz 87 Leopard 2, doch wurden bei Neuanschaffungen Reserveeinheiten nur verzögert oder gar nicht ausgerüstet. Aufgrund der Budgetbegrenzungen waren diese Reserveeinheiten also nur bedingt einsatzbereit.
Die Armee XXI verfügte über 134 Kampfpanzer vom Typ Leopard 2 (von ursprünglich 380 beschafften) und 483 gepanzerte Kommando-, Aufklärungs-, Führungs-, Übermittlungs- und Geniefahrzeuge. Die Fahrzeuge waren aufgeteilt auf zwei Panzerbrigaden à 10'000 Mann.
Angesichts der Tatsache, dass die Armee 61 noch über 625'000 Armeeangehörige verfügte, waren die Reformen Armee 95 und Armee XXI eine drastische Reduktion der Bestände. Diese Entwicklung spiegelte die veränderte Sicherheitslage in Europa nach dem Ende des Kalten Krieges wider. Diese Reduktion geschah nicht durch eine Senkung der Aushebungszahlen, wobei diese bedingt durch gründlichere Selektion rückläufig waren, sondern vielmehr durch die Kürzung der Dienstpflichtdauer.
Die Rekrutenschule (Grundausbildung) dauerte nicht mehr 15, sondern je nach Funktion 18 oder 23 Wochen. Ausserdem leisteten nicht mehr alle Armeeangehörigen eine komplette RS.
Mit der Armee XXI wurde es möglich, die gesamte Dienstzeit an einem Stück zu absolvieren. Dieser Dienst als so genannter Durchdiener dauerte 300 Tage für normale Soldaten, 430 Tage für Unteroffiziere, 500 Tage für höhere Unteroffiziere und 600 Tage für Subalternoffiziere. Während der VBA 2 wurden diese Durchdiener vor allem subsidiär eingesetzt, zum Beispiel zur Botschaftsbewachung. Nach den geleisteten Diensttagen wurden die Soldaten in die Reserve entlassen. Für sie war der jährliche WK hinfällig, lediglich am obligatorischen Schiessen mussten sie bis zur definitiven Entlassung aus der Armee mit 30 Jahren (für Offiziere höher) teilnehmen.
Mit der Armee XXI durften Schweizerinnen jede Funktion in der Schweizer Armee ausüben. Früher war ihnen der Eintritt in Kampfverbände nicht möglich. Seit 2007 müssen Frauen die gleichen physischen Leistungen erbringen wie Männer (anders als z. B. im österreichischen Bundesheer; vgl. Militärischer Frauendienst).
Der Frauenanteil betrug im Jahr 2020 0,8 Prozent.
Die Aushebung (Musterung) wurde von einem auf zwei (aber maximal drei) Tage verlängert, um eine bessere Selektion zu ermöglichen. Kaderanwärter wurden bereits an der Aushebung vorgemerkt.
Andere Änderungen betrafen die Disziplinarstrafen, die Dienstgrade, die Abzeichen, die Dienstdauer und andere Bereiche.

## Gliederung

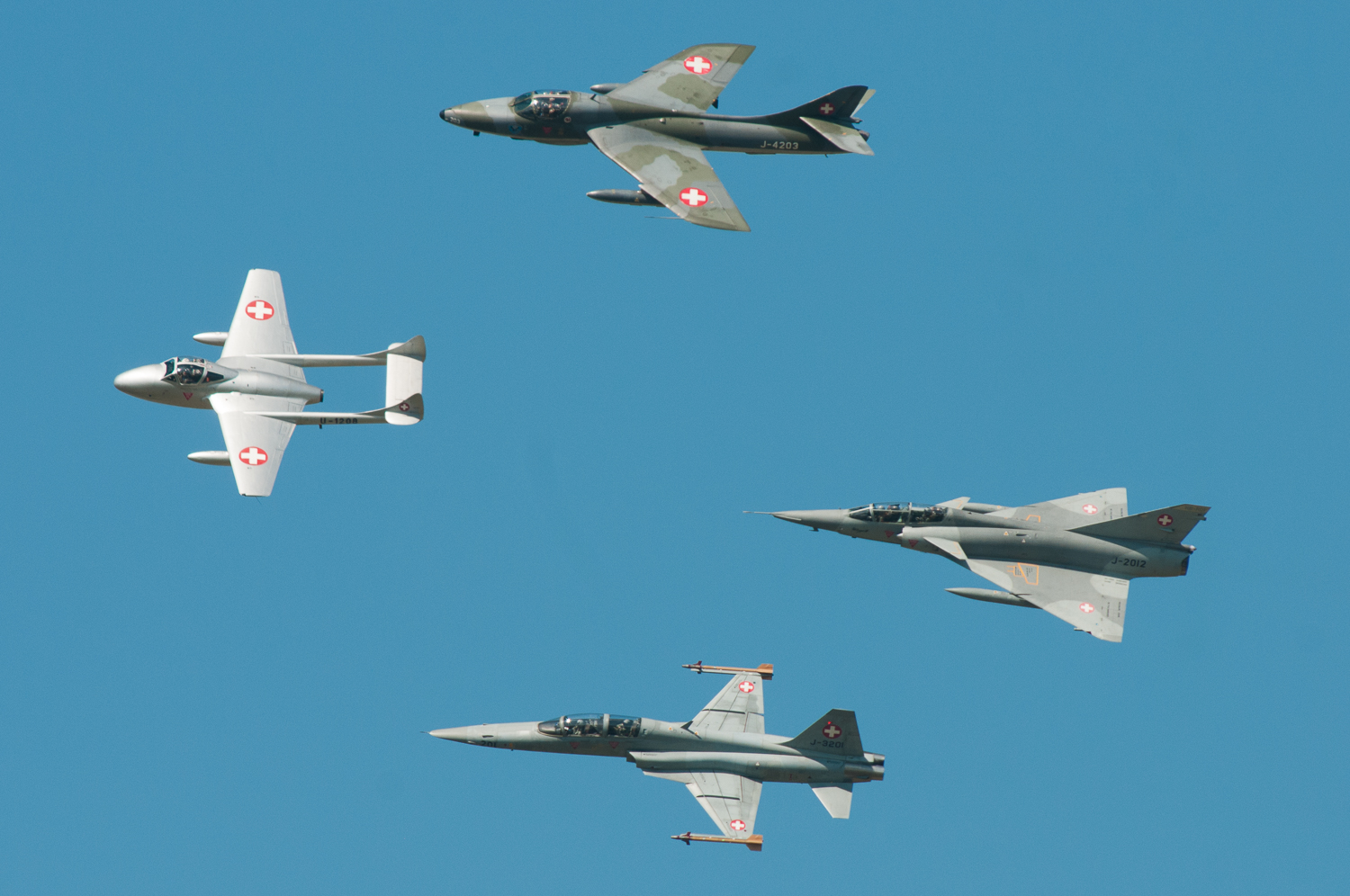
Flugzeugtypen der Schweizer Luftwaffe zwischen 1960 und 1996

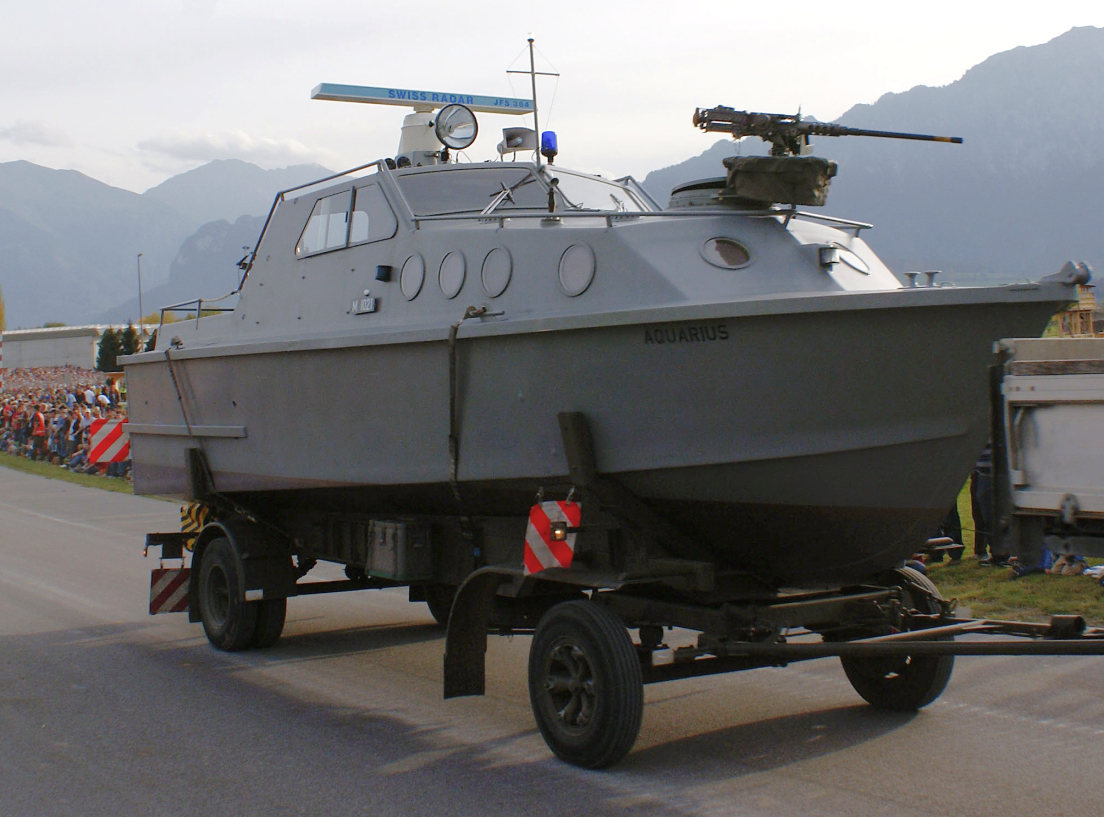
Patrouillenboot P-80 der Motorbootkompanie

Das Dienstreglement der Armee (DRA) legt in folgende (aufsteigende) Hierarchie für Verbände innerhalb der Schweizer Armee fest:
- Trupp
- Gruppe
- Zug
- Einheit (Kompanie (Kp), Batterie (Bttr), Kolonne (Kol), Staffel (St))
- Truppenkörper (Bataillon (Bat), Abteilung (Abt), Geschwader (Fl Geschw, Dro Geschw), Kommando (Kdo))
- Grosser Verband (Brigade (Br), Kommando Militärpolizei, Heer, Luftwaffe, Territorialdivision)

Weiter wird in Art. 2 der Verordnung über die Armeeorganisation (AO) folgende Gliederung für die Schweizer Armee festgelegt:
- Chef der Armee (CdA), als Kommandant der Schweizer Armee, unterstützt durch denArmeestab (A Stab), bestehend unter anderem aus der Armeeplanung und der Military Aviation Authority (MAA);
  - Kommando Operationen (Kdo Op), darunter
    - Militärischer Nachrichtendienst (MND);
    - Heer, einschliesslich der drei mechanisierten Brigaden (Br méc 1, Mech Br 4, Mech Br 11);
    - vier Territorialdivisionen (Div ter 1, Ter div 2, Ter div 3 und Ter div 4);
    - Kommando Militärpolizei;
    - Luftwaffe, einschliesslich der Fliegerbrigade 31 und der BODLUV-Brigade 33;
    - Kompetenzzentrums SWISSINT;
    - Kommando Spezialkräfte (KSK);

  - Logistikbasis der Armee (LBA), einschliesslich der Logistikbrigade 1 (Log Br 1), fünf Armeelogistikcenter, Strassenverkehrs- und Schifffahrtsamt der Armee und Zentrum Elektronische Medien;
  - Kommando Cyber (Kdo Cy), einschliesslich der Führungsunterstützungsbrigade 41 (FU Br 41/SKS);
  - Kommando Ausbildung (Kdo Ausb) einschliesslich
    - Höhere Kaderausbildung der Armee (HKA);
    - fünf Lehrverbände (LVb Infanterie, LVb Pz/Art, LVb Genie/Rettung/ABC, LVb FU, LVb Log);
    - Personelles der Armee;

Mit Ausnahme der Luftwaffe und der Spezialkräfte, findet die Ausbildung von Rekruten und Kadern in Lehrverbänden unter dem Kommando Ausbildung statt, welchem auch die Berufs-, Führungs- und Generalstabsschulen unterstehen. Die Ausbildung der Luftwaffe und des Kommando Spezialkräfte findet direkt in ihren Verbänden (unter dem Kommando Operationen) bzw. seinem Ausbildungsverband statt.
Die Verordnung über die Strukturen der Armee (VSA) legt
- Truppengattungen (Infanterie, Panzertruppen, Artillerie, Fliegertruppen, Fliegerabwehrtruppen, Genietruppen, Führungsunterstützungstruppen, Rettungstruppen, Logistiktruppen, Sanitätstruppen, Militärpolizei (früher Festungswachtkorps), ABC-Abwehrtruppen, Spezialkräfte);
- Dienstzweige (Generalstabsdienst, Nachrichtendienst, Armeeseelsorge, Psychologisch-Pädagogische Dienst, Territorialdienst,  Bereitschaftsdienst);
- Grosse Verbände (Heer, Territorialdivisionen, Kommando Militärpolizei, Luftwaffe, Mechanisierten Brigaden, Logistikbrigade,  Führungsunterstützungsbrigade 41, Fliegerbrigade 31, BODLUV-Brigade 33);
- Berufsformationen (Einsatzkommando Militärpolizei, Einsatzkommando Militärpolizei Sicherheitsdienst, Militärpolizeispezialdetachement (MP Spez Det), Kommando Kampfmittelbeseitigung und Minenräumung, Armeeaufklärungsdetachement 10 (AAD 10), Dienst für präventiven Schutz der Armee)

der Schweizer Armee fest.
Die Schweiz verfügt als Binnenstaat über keine als Teilstreitkraft eigenständige Marine. Da die Verteidigung der (Grenz-)Seen aber entsprechende Fähigkeiten erfordert, unterhält die Schweizer Armee eine Motorbootkompanie und eine Armeetaucherkompanie. Beide unterstehen den Genietruppen.

## Dienstpflicht
Wehrdienstpflichtig sind alle männlichen in der Schweiz wohnhaften Schweizer Bürger. Grundsätzlich sind Doppelbürger militärdienstpflichtig. Doppelbürgige Schweizer, die jedoch nachweisen können, dass sie das Bürgerrecht eines anderen Staates besitzen und dort ihre militärischen Pflichten erfüllen, Zivildienst geleistet oder Ersatzleistungen erbracht haben, sind in der Schweiz nicht militärdienstpflichtig. Sie unterliegen dagegen der Meldepflicht und der Ersatzpflicht entsprechend den Bestimmungen des Wehrpflichtersatzes. Bis 1992 stand Homosexualität in der Schweizer Armee unter Strafe.
Dienstpflichtige werden frühestens im Alter von 18 und spätestens mit 24 Jahren zur militärischen Rekrutierung aufgeboten (Stellungspflicht). Wer sich zwischen dem 25. und 29. Altersjahr einbürgern lässt, wird für eine Abklärung über die Schutzdiensttauglichkeit aufgeboten. Bei den Frauen und Auslandschweizern geschieht dies auf freiwilliger Basis. Etwa 70 Prozent bestehen die militärische Rekrutierung (Stand 2021) und sind diensttauglich und damit militärdienstpflichtig. Dienstuntauglich geschrieben werden Stellungspflichtige, die eine für den Militärdienst ungenügende körperliche oder psychische Leistungsfähigkeit aufweisen. Dienstuntaugliche können als schutzdiensttauglich eingestuft werden und leisten Dienst im Zivilschutz. Etwa die Hälfte der Dienstuntauglichen leistet Zivilschutz, dessen Dienstzeit an die Wehrpflichtersatzabgabe angerechnet wird. Denn wer keinen Wehrdienst leistet, hat mit Ausnahme von Invaliden eine jährliche Wehrpflichtersatzabgabe von drei Prozent des steuerbaren Einkommens zu bezahlen.
Militärdienstpflichtige, die keinen Militärdienst leisten wollen, können jederzeit ein Gesuch für Zulassung zum Zivilen Ersatzdienst stellen, Stellungspflichtige nach dem Besuch der Orientierungsveranstaltung der Militärbehörde. Dieses verfassungsmässig garantierte Recht besteht erst seit 1992; davor konnte Militärdienst nur verweigert werden (was zwangsläufig zu einer Verurteilung führte). Wird das Gesuch akzeptiert, ist ein Zivildienst zu leisten, der um die Hälfte länger dauert als die militärische Dienstpflicht. Wird dem Gesuch nicht stattgegeben und verweigert der Militärdienstpflichtige den Militärdienst, kommt es zur Beurteilung durch ein Militärgericht, das eine Gefängnisstrafe verhängen kann.
Alternativen sind der waffenlose Dienst in der Armee oder die Ausmusterung auf dem blauen Weg, aufgrund von Dienstuntauglichkeit (siehe oben).

## Rekrutenschule

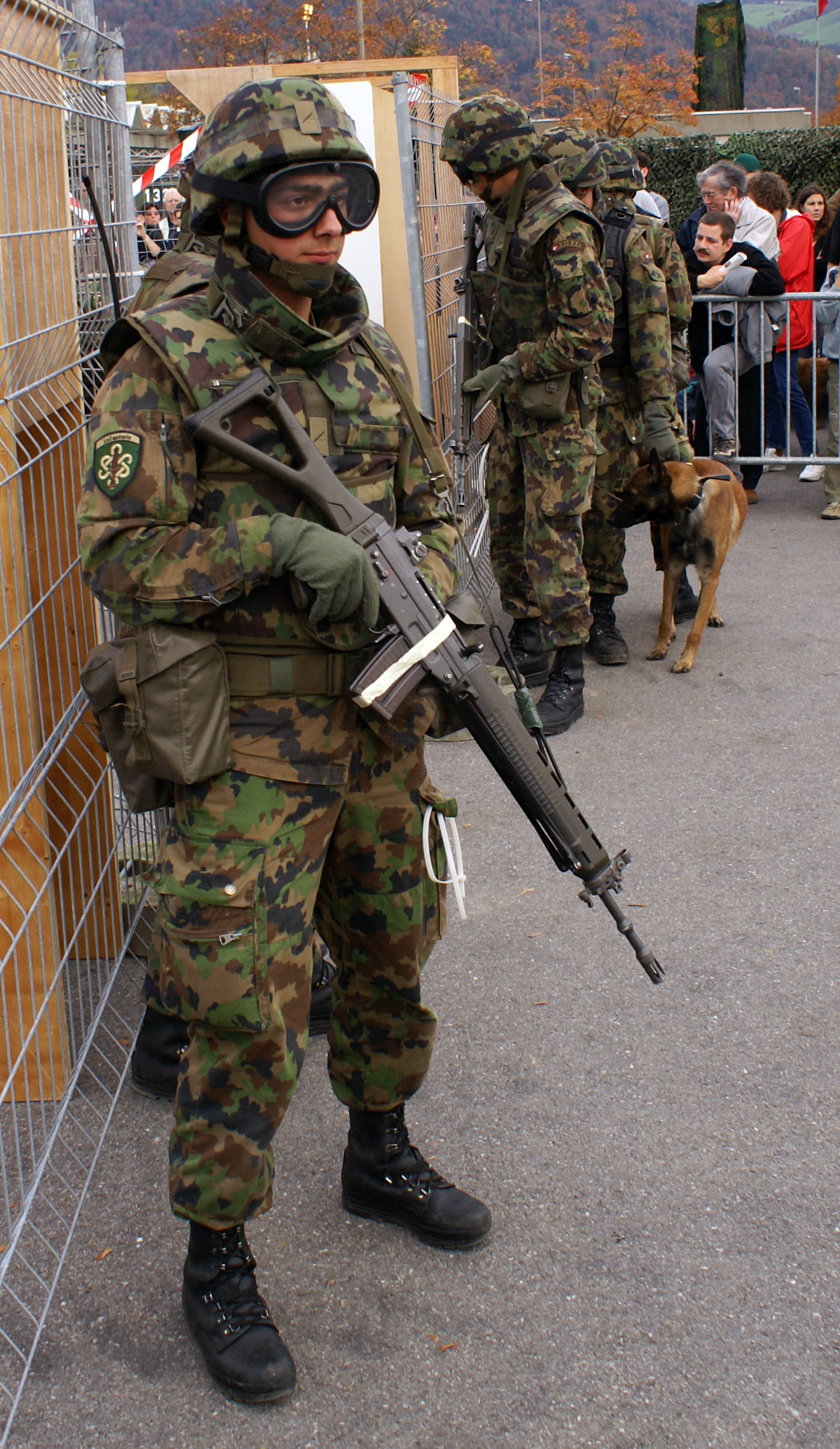
Mit dem Stgw 90 bewaffneter Soldat. Die weissen Klebestreifen an den Waffen dienen der Versiegelung von Waffen, die zu Übungszwecken auf Menschen gerichtet werden. Sie sind somit als ungeladen gekennzeichnet.

Die Grundausbildung in der Schweizer Armee wird als Rekrutenschule (kurz RS) bezeichnet. Sie wird von allen Dienstleistenden absolviert und dauert 18 Wochen. Für Spezialfunktionen dauert sie wesentlich länger, z. B. Grenadiere 23 Wochen.
Die RS ist im Allgemeinen in drei Phasen aufgeteilt. Die allgemeine Grundausbildung dauert drei bis sieben Wochen, die funktionsbezogene Grundausbildung zwei bis drei Wochen und die Verbandsausbildung fünf bis acht Wochen.

### Allgemeine Grundausbildung
In der allgemeinen Grundausbildung (AGA) werden den Rekruten grundsätzliche Fertigkeiten in Sachen Dienstbetrieb, persönliche Waffe, u. a. das Sturmgewehr 90, Sanitätsdienst/Kameradenhilfe, ABC-Schutz, Gefechtstechnik beigebracht und ihre körperliche Verfassung wird gestärkt. Die allgemeine Grundausbildung dauert je nach Truppengattung drei bis sieben Wochen und wird – ebenfalls je nach Lehrverband – durch Zeit- und Berufsmilitärs geleitet und unterstützt. Grundsätzlich gilt aber das Prinzip «Miliz bildet Miliz aus».

### Funktionsbezogene Grundausbildung
In der funktionsbezogenen Grundausbildung (FGA) werden die Rekruten mit der Hauptaufgabe ihrer Funktion vertraut gemacht. Dabei lernt z. B. der Infanterist mit der Panzerfaust, mit dem leichten Maschinengewehr oder mit Sprengstoff umzugehen, der Kanonier sein Geschütz zu bedienen, der Sanitätssoldat Verletzte zu retten und zu versorgen, der Richtstrahl- und Übermittlungspionier die Richtstrahl- bzw. Funkantennen aufzustellen und die Geräte zu konfigurieren usw. usf.
Die funktionsbezogene Grundausbildung dauert sieben bis zehn Wochen, wird von Milizkadern geführt und wie in der vorigen Phase von Zeit- und Berufsmilitärs unterstützt. Am Schluss dieser Phase werden die verbliebenen Rekruten zu Soldaten befördert.

### Verbandsausbildung
Die Zeit ab der 13. Woche bis zum RS-Ende (18. Woche) verbringen die Rekruten, die zu Soldaten befördert worden sind, meist an einem anderen Standort als in der vorangegangenen Phase. In diesen letzten Wochen geht es darum, mit allen Soldaten, Unteroffizieren und Offizieren, die Leistungen auf Stufe Kompanie und Bataillon zu erbringen. Dabei stehen realistische Übungseinsätze im Vordergrund.
Die Abschlusswoche einer jeder RS besteht darin, die Infrastruktur, das Ausbildungsmaterial und die Fahrzeuge wieder abzugeben und für eine nächste Schule wieder bereit zu machen.
Am Ende der Rekrutenschule werden die ausgebildeten Soldaten in ihre Einheiten eingeteilt. Dort werden sie ihre Fortbildungskurse zusammen mit Soldaten aller Altersklassen leisten.

## Fortbildungsdienste der Truppe (FDT)
Jeder Angehörige der Schweizer Armee (AdA) muss nach der Rekrutenschule eine bestimmte Anzahl von Diensttagen leisten. Diese leisten sie im Allgemeinen in jährlichen Kursen, die heute als FDT (Fortbildungsdienst der Truppe) bezeichnet, aber zumeist dem früheren Begriff entsprechend WK (Wiederholungskurse) genannt werden. FDT ist dabei der Oberbegriff für Ausbildungsdienste der Formationen (ADF), Besondere Dienstleistungen (Beso DL) und Zusatzausbildungsdienste (ZAD). Mannschaft und Kader leisten ihre Wiederholungskurse in der Regel mit ihrer Einheit, in die sie nach der Rekrutenschule eingeteilt wurden. Persönliche Dienstverschiebungen sind möglich, im Normalfall werden die jährlichen Kurse jedoch mit der gleichen Einheit absolviert.
Für Angehörige der Mannschaft (Soldat bis Obergefreiter) dauert der WK nach dem Modell Armee XXI einheitlich drei Wochen. Für Unteroffiziere hängt die Dauer von Funktion und Rang ab. Angehörige des Kompaniekaders (Gruppenführer, Feldweibel, Fourier, Zugführer und der Kompaniekommandant selbst) rücken bis zu einer Woche vor Beginn des regulären WKs ein und leisten den sogenannten Kadervorkurs (KVK). Angehörige der Mannschaft, welche in den Stab einer Abteilung oder in sonstige Führungshilfefunktionen versetzt werden, können ebenfalls für den KVK ihrer Vorgesetzten aufgeboten werden. Dieser wird an ihre Dienstpflicht angerechnet.
In Ausbildungsdiensten der Formation (ADF) liegt das Schwergewicht der Ausbildung neben der Wiederholung und Festigung der allgemeinen Grundausbildung in der Verbandsausbildung. Deshalb auch die Bezeichnung «Verbandsausbildung 2», welche teilweise von den Berufsmilitär unterstützt wird.
In Umschulungskursen (UK; gelten als ZAD) können Einheiten bei Bedarf auch auf neue Geräte oder Fahrzeuge umgeschult werden. Daneben dienen die FDT-Wochen auch für subsidiäre Einsätze, wie z. B. für die Botschaftsbewachung. Oft werden Truppen aber auch zur Unterstützung ziviler Organisationen eingesetzt. Beispiele dafür sind das Eidgenössische Jodlerfest, das Lauberhornrennen oder in Katastrophenlagen auf Anforderung von Kantonen und Gemeinden.

## Ausrüstung

### Persönliche Schusswaffe

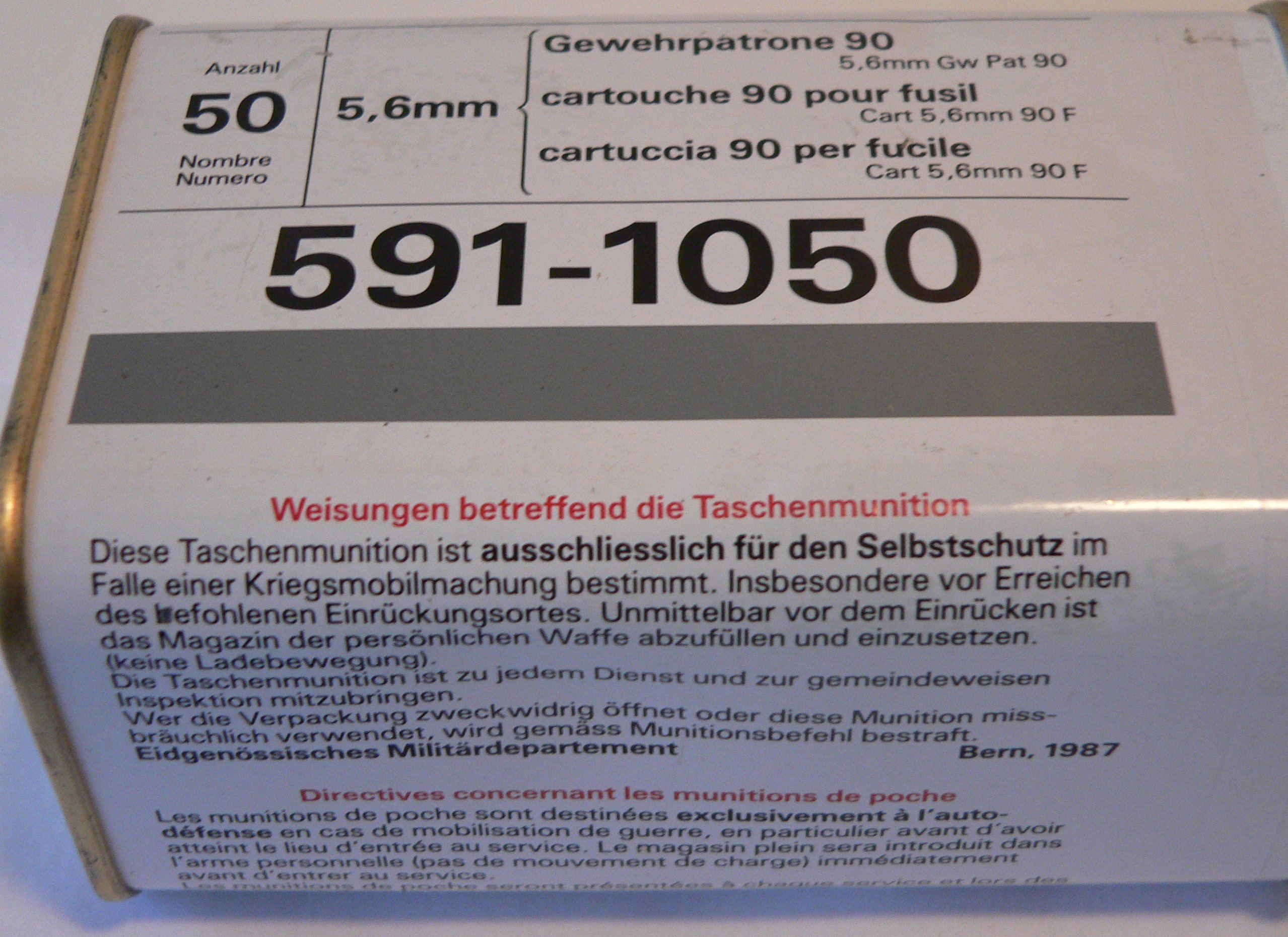
Taschenmunition

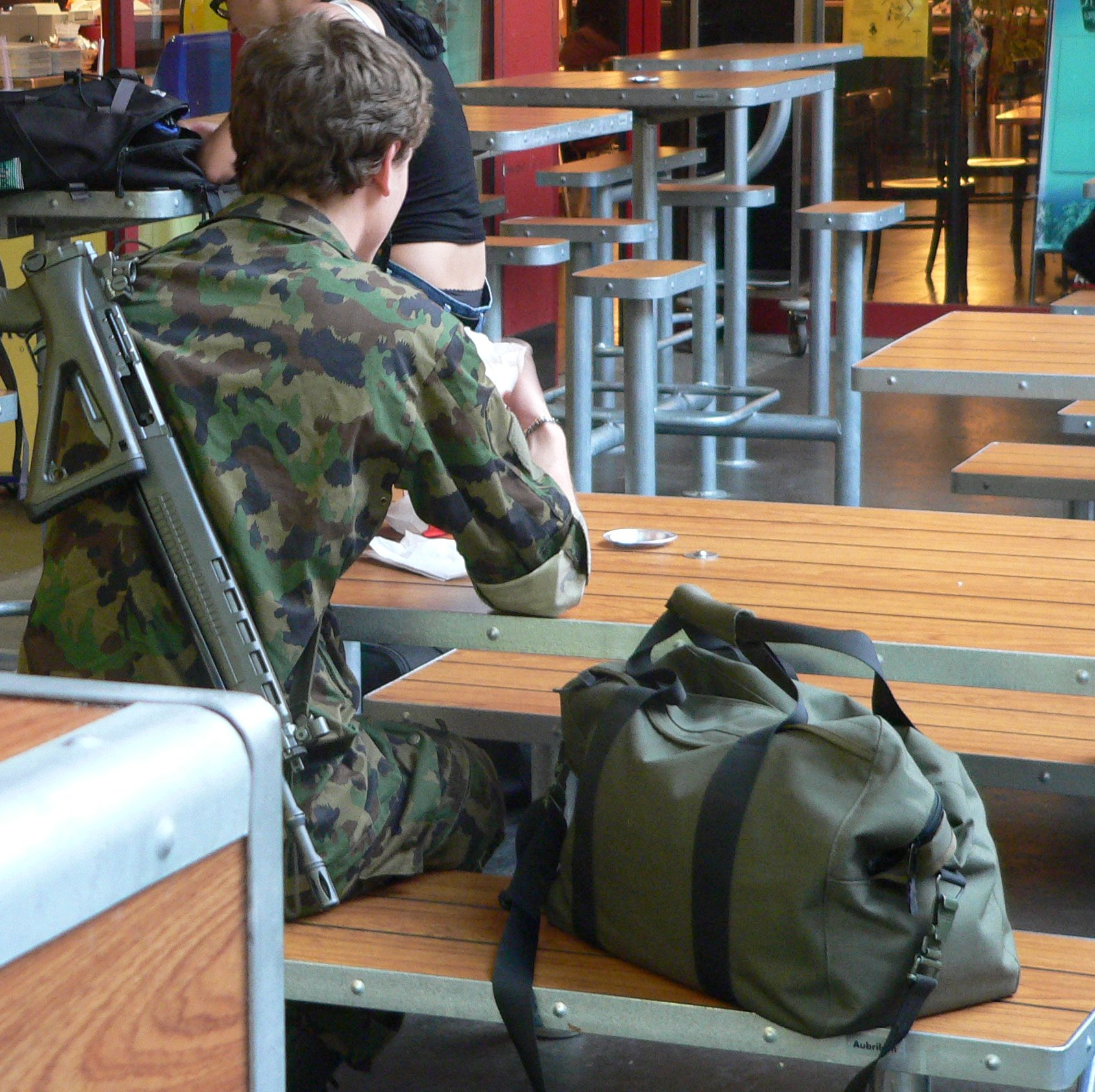
Schweizer Soldat mit seinem Sturmgewehr in der Öffentlichkeit

Jeder Soldat ist mit dem Sturmgewehr 90 (SIG SG550) als Ordonanzwaffe ausgerüstet. Die Ausnahme bilden die Grenadiere der Militärpolizei, Spitalsoldaten, Hundeführer, Flugplatzsicherungssoldaten und die Sekretärsoldaten der Führungsunterstützung, die eine Pistole 75 (SIG SAUER P220) vom Kaliber 9 mm erhalten. Auch Offiziere und höhere Unteroffiziere sind mit der Pistole 75 ausgerüstet. Beim KSK erfolgt zudem die Ausbildung am Sturmgewehr 04/07 (SIG SG553) und der Pistole 2012/2015 (GLOCK 17).
Die Angehörigen der Armee können ihre persönliche Waffe zwischen den Dienstleistungen mit nach Hause nehmen. Von 1952 an fasste jedermann ebenfalls die sogenannte Taschenmunition. Diese war dazu bestimmt, dem einzelnen Soldaten im Falle einer Kriegsmobilmachung zu ermöglichen, sich zu seinem Einrückungsort durchzukämpfen. 2007 wurde beschlossen, die Taschenmunition einzuziehen und sie nur den Alarmformationen (v. a. militärische Sicherheit) zu belassen. Die persönliche Waffe kann weiterhin nach Hause mitgenommen werden. Seit 2010 können Armeeangehörige ihre Dienstwaffe kostenlos im Zeughaus hinterlegen. Wer nach Dienstpflichtende die Waffe behalten möchte, benötigt einen Waffenerwerbsschein, Seriefeuerwaffen (Sturmgewehre) werden vor der Übergabe auf Einzelfeuer umgebaut.
Es wird versucht Waffenverluste zu verhindern. 2020 gingen 70 Armeewaffen verloren, 2019 waren es noch 102.
Die Möglichkeit, dass ausgemusterte Soldaten ihre persönliche Waffe in ihr Eigentum übernehmen können, hat mit dazu geführt, dass die Schweiz eine hohe Dichte an Feuerwaffen aufweist. Nach Angaben der Logistikbasis der Armee befanden sich am 30. November 2010 total 654'562 Armeewaffen zu Hause bei den Wehrmännern/Frauen.
Ein Missbrauch dieser persönlichen Waffen kommt im Verhältnis zur grossen Anzahl verfügbarer Waffen (mit geschätzten 2,3 bis 4,5 Millionen Waffen in Privatbesitz) relativ selten vor.
Am häufigsten ist der missbräuchliche Einsatz bei Selbsttötungen. Im Zeitraum zwischen 1996 und 2005 wurden in der Schweiz 3'410 Suizide mittels Schusswaffen begangen. Nach verschiedenen Studien wurden über 40 Prozent dieser Schusswaffensuizide mit Armeewaffen verübt. Das Bundesamt für Gesundheit (BAG) kam im «Faktenblatt Suizide» aufgrund der Auswertung von vier wissenschaftlichen Studien auf einen Wert von 49 Prozent. Kurz darauf hat das BAG das «Faktenblatt Suizide» wieder von der Website entfernt.
Das Bundesamt für Statistik gibt auf seiner Internetseite an, dass im Jahr 2009 nur 9 Prozent der Schusswaffensuizide mit Armeewaffen (Sturmgewehr und Armeepistole) verübt worden sind. Um diese Angabe entstand eine Kontroverse, da die Zuordnung der Waffen zu den verschiedenen Kategorien nicht schlüssig erscheint, und auch das Bundesamt für Statistik selbst weist auf Probleme mit der Vollständigkeit und Qualität der Angaben hin.
Im Jahr 2004 beschaffte die Schweizer Armee 20 PGM Hécate II. Diese tragen dort die Bezeichnung Präzisionsgewehr 04 (12,7 mm PGw 04). Als Zielfernrohr wird das LTE J10 F1 8-10x der Firma Scrome eingesetzt. Das Präzisionsgewehr 04 wird von dem Kommando Spezialkräfte eingesetzt.
Im Jahr 2004 beschaffte die Schweizer Armee 196 TRG-42-Gewehre. Diese tragen dort die Bezeichnung Scharfschützengewehr 04 (SSGw 04), die Munition die Bezeichnung Gw Pat 04. Als Zielfernrohr wird das 3-12x50 PMII von Schmidt & Bender eingesetzt. Das Scharfschützengewehr 04 wird in den Unterstützungskompanien der Infanteriebataillone sowie von dem Kommando Spezialkräfte eingesetzt.
Als Panzerabwehrwaffe wird die Panzerfaust 3 verwendet. Das FN Minimi wird in der Schweizer Armee unter der Bezeichnung Leichtes Maschinengewehr 05 geführt.

### Uniform
Die Uniform und Ausrüstung weisen einen hohen Grad an Einheitlichkeit über alle Truppengattungen und Dienstgrade hinweg aus. Vom Rekruten bis zum Korpskommandanten tragen grundsätzlich alle AdA die gleiche Uniform. Nur bei Spezialisten und in besonderen Einsätzen werden Teile der Uniform dem Einsatzzweck entsprechend angepasst.
Meist tragen die Soldaten im Dienst den Tarnanzug («TAZ 90»), das sind Hose und Jacke mit Tarnaufdruck. Mechanisierte Truppen tragen im Einsatz einen Einteiler (Combinaison) mit eingenähtem Gurtzeug, das die Bergung aus Fahrzeugen erleichtert. Dazu kommen als Kopfbedeckung eine Mütze oder Helm (mit Tarnüberzug) oder das Béret, dessen Farbe von der Truppengattung abhängt.
Das Namensschild sowie die Rang- und Funktionsabzeichen auf dem Kampfanzug sind aus Stoff von oliver Grundfarbe. Sie werden mit Klett an den dafür vorgesehenen Stellen auf dem Kragen beziehungsweise auf der linken Brust befestigt. Der Badge, das Verbandsabzeichen (in der Regel der Stufe Bataillon), wird auf dem rechten Ärmel getragen, das Abzeichen des Grossen Verbandes am Béret.
Die Ausgangsuniform 95 («Ausgänger») besteht einheitlich aus hellgrauem Hemd kombiniert mit dunkelgrauem Jackett und hellgrauer Hose mit einem seitlichen schwarzen Naht-Streifen von etwa 3 mm Breite. Bei Generalstabsoffizieren ist dieser Streifen etwa 5 cm breit. Höhere Stabsoffiziere (ab «1-Sterne-General»/Brigadier) tragen zwei solche breite schwarze Streifen, je einer links und einer rechts der Hosennaht. Seit 2025 gibt die Schweizer Armee die Ausgangsuniform aus Spargründen nicht mehr an alle Angehörigen der Armee ab, sondern nur noch bedarfsorientiert zur Erfüllung von Repräsentationspflichten.

### Panzer der Schweizer Armee
Dies ist eine Liste von Panzer(typen), die in der Schweizer Armee im Einsatz sind oder waren oder für sie evaluiert wurden.
| Bild   | Panzer                        | Herkunft               | Typ               | Version(en)    | Anzahl | Indienst- stellung | Ausgemustert  | Bemerkungen                                                        |
| ------ | ----------------------------- | ---------------------- | ----------------- | -------------- | ------ | ------------------ | ------------- | ------------------------------------------------------------------ |
|        | Renault FT                    | Frankreich             | Leichter Panzer   | II             | 5      | 1921               | 1944          |                                                                    |
|        | Vickers Carden Loyd           | Vereinigtes Königreich | Panzer            | I, 33, 34, 35  | 8      | 1931               | 1948          |                                                                    |
|        | Landsverk L-60                | Schweden               | Tank              |                | 1      | 1936               | ?             | Test                                                               |
|        | Panzer 39                     | Tschechoslowakei       | Tank              | LTL-H          | 24     | 1939               | 1950          |                                                                    |
|        | Renault R-35                  | Frankreich             | Leichter Panzer   |                | 12     | 1940               | ?             | Test                                                               |
|        | Nahkampfkanone 1              | Schweiz                | Panzerjäger       |                | 1      | 1944               | 1947          | Test                                                               |
|        | Nahkampfkanone 2 Gustav       | Schweiz                | Panzerjäger       |                | 1      | 1946               | 1947          | Test                                                               |
|        | Cruiser Tank                  | Vereinigtes Königreich | Panzer            | RAM Mk.II      | 2      | 1947               | 1968          | Test                                                               |
|        | Panzerjäger G13               | Tschechoslowakei       | Panzerjäger       | G13            | 158    | 1947               | 1973          |                                                                    |
|        | AMX-13                        | Frankreich             | Leichter Panzer   |                | 200    | 1954               | 1980          |                                                                    |
|        | M47 Patton                    | Vereinigte Staaten     | Mittlerer Panzer  | M Pz M47       | 2      | 1952               | 1954          | Test                                                               |
|        | Panzer 55 Centurion           | Vereinigtes Königreich | Panzer            | Pz 55 Mk3      | 100    | 1955               | 1991          |                                                                    |
| Panzer | Panzer 55 Centurion           | Vereinigtes Königreich | Pz 55 Mk5         | 100            | 1955   | 1991               | von Südafrika |                                                                    |
| Panzer | Panzer 55 Centurion           | Vereinigtes Königreich | Pz 57 Mk7         | 100            | 1957   | 1991               |               |                                                                    |
| Panzer | Panzer 55 Centurion           | Vereinigtes Königreich | Pz 67 Mk12        | 12             | 1975   | 1991               | von Kanada    |                                                                    |
|        | Entpannungspanzer 56          | Vereinigtes Königreich | Entpannungspanzer | Entp Pz 56     | 30     | 1956               | 1991          | 19 verkauft 1991 an Schweden.                                      |
|        | Brückenpanzer 55 Centurion    | Vereinigtes Königreich | Brückenpanzer     | Brü Pz         | 2      | 1963               | 1966          | Test                                                               |
|        | Mittlerer Panzer 1958         | Schweiz                | Mittlerer Panzer  | MPz 58         | 12     | 1958               | 1964          |                                                                    |
|        | Panzer 61                     | Schweiz                | Mittlerer Panzer  | Pz 61          | 150    | 1964               | 1994          |                                                                    |
|        | Panzer 68                     | Schweiz                | Panzer            | Pz 68 1. Serie | 170    | 1971               | 1999          | alle modernisiert zu AA3.                                          |
| Panzer | Panzer 68                     | Schweiz                | Pz 68 AA2         | 50             | 1974   | 2003               |               | alle modernisiert zu AA3.                                          |
| Panzer | Panzer 68                     | Schweiz                | Pz 68/75          | 170            | 1978   | 2003               |               | alle modernisiert zu AA3.                                          |
| Panzer | Panzer 68                     | Schweiz                | Pz 68 AA5         | 220            | 1988   | 1999               |               | alle modernisiert zu AA3.                                          |
| Panzer | Panzer 68                     | Schweiz                | Pz 68/88          | 195            | 1993   | 2003               |               | alle modernisiert zu AA3.                                          |
|        | Entpannungspanzer 65          | Schweiz                | Entpannungspanzer | Entp Pz 65     | 69     | 1970               | 2008          |                                                                    |
|        | Brückenpanzer 68              | Schweiz                | Brückenpanzer     | Brü Pz 68      | 30     | 1974               | 2005          |                                                                    |
|        | Panzerkanone 68               | Schweiz                | Artillerie        | Pz Kan 68      | 4      | 1972               | 1975          | Test                                                               |
|        | 35 mm Flab Panzer B22L        | Schweiz                | AA                | B22L           | 2      | 1979               | 1980          | Test                                                               |
|        | Zielpanzer 68                 | Schweiz                | Zielpanzer        |                | 10     | 1974               | 2007          |                                                                    |
|        | Mowag Shark                   | Schweiz                | Verschiedenes     |                | 3      | 1981               | 1981          | Test:APC, Tank, AAA, Anti Tank                                     |
|        | Mowag Piranha IIIC 10×10      | Schweiz                | Verschiedenes     | IIC 10×10      | 1      | 1994               | 1994          | Test                                                               |
|        | M109 Panzerhaubitze 66        | Vereinigte Staaten     | Haubitze          | M109 KAWEST    | 577    | 1974               |               |                                                                    |
|        | Leopard 2 Panzer 87, Pz 87 WE | Deutschland            | Panzer            | A4             | 380    | 1987               |               | Reduziert auf 224, 134 modernisiert Pz 87 WE.                      |
|        | Leopard 2 Fahrschulpanzer     | Deutschland            | Trainer           |                | 3      | 1988               | 2002          |                                                                    |
|        | Bergepanzer Büffel            | Deutschland            | Entpannungspanzer | BPz3           | 25     | 2004               |               |                                                                    |
|        | Kodiak (Panzer)               | Deutschland / Schweiz  | Pionier           | Kodiak         | 12     | 2010               |               |                                                                    |
|        | Panzerschnellbrücke Leguan    | Deutschland            | Brückenpanzer     |                | 12     |                    |               | als Trägerfahrzeug sollen bestehende, überzählige Leopard 2 dienen |

### Leicht gepanzerte Fahrzeuge

#### Aktive Einheiten
| Bild | Name                 | Herkunft           | Anzahl                                                | Bemerkungen |
| ---- | -------------------- | ------------------ | ----------------------------------------------------- | ----------- |
|      | M113                 | Vereinigte Staaten |                                                       | In Gebrauch |
|      | M548                 | Vereinigte Staaten |                                                       | In Gebrauch |
|      | Mowag Piranha 8x8    | Schweiz            |                                                       | In Gebrauch |
|      | Mowag Piranha IB 6×6 | Schweiz            |                                                       | In Gebrauch |
|      | Mowag Eagle          | Schweiz            |                                                       | In Gebrauch |
|      | DURO GMTF            | Schweiz            | 220 im RP 2008 70 im RP 2010 130 im RP 2013 Total 430 | In Gebrauch |
|      | CV9030CH             | Schweden           | 186 im RP 2000                                        | In Gebrauch |

- Momentan verwendet die Schweizer Armee ein Mowag Eagle IV 6x6 mit der Autonummer M21763 für Versuche mit dem «Taktischen Aufklärungssystem» (TASYS).

#### Ehemalige Fahrzeuge
| Bild | Name                       | Herkunft               | Anzahl | Bemerkungen                        |
| ---- | -------------------------- | ---------------------- | ------ | ---------------------------------- |
|      | Universal Carrier          | Vereinigtes Königreich |        | War in Gebrauch                    |
|      | MOWAG Scorpion             | Schweiz                |        | Getestet                           |
|      | Schützenpanzer Mowag Pirat | Schweiz                |        | Unterlag M113                      |
|      | Saurer Tartaruga           | Schweiz                |        | Unterlag M113                      |
|      | Mowag Panzerattrappe       | Schweiz                |        | War in Gebrauch                    |
|      | Mowag Puma 6×6             | Schweiz                |        | Getestet                           |
|      | Mowag Shark                | Schweiz                |        | Getestet                           |
|      | Mowag Piranha IIIC 10×10   | Schweiz                |        | Getestet                           |
|      | Mowag Trojan               | Schweiz                |        | Nach Bestellverzögerung gestrichen |

#### Fahrzeuge der Luftwaffe
Die Aufstellung umfasst Luftfahrzeuge im eigentlichen Sinne und bodengebundene Fahrzeuge für die Fliegerabwehr und Luftraumüberwachung.
Die Luftwaffe verfügt u. a. aktuell über folgende Flugzeugmuster, Hubschrauber und Flugabwehr.
Flugzeuge:
- 25 Mehrzweckkampfflugzeuge McDonnell Douglas F/A-18C
- 5 Mehrzweckkampfflugzeuge McDonnell Douglas F/A-18D
- 41 Abfangjäger Northrop F-5Typ F5E*
- 12 Abfangjäger Northrop F-5Typ F5F*
- 15 Transportflugzeuge Pilatus PC-6
- 27 Trainingsflugzeuge Pilatus PC-7
- 5 Trainingsflugzeuge Pilatus PC-9
- 8 Trainingsflugzeuge Pilatus PC-21
- 1 VIP Transportflugzeug Beechcraft 1900
- 1 VIP Transportflugzeug Cessna Citation Excel
- 1 VIP Transportflugzeug Dassault Falcon 900
- 2 VIP / SAR Transportflugzeug CL-604
- 1 Kartografie-/Transportflugzeug Beechcraft King Air
- 1 Kartografie-/Transportflugzeug DHC-6
- 6 Aufklärungsdrohnen ADS-15 Hermes
- 30 Zieldrohnen KZD 85

*Davon wurden 27 ab 2019 ausser Dienst gestellt.
Hubschrauber zum 31. Dezember 2019:
- 15 mittelschwere Helikopter Aérospatiale AS 332M1 Super Puma
- 10 mittelschwere Helikopter Aérospatiale AS 532UL Cougar
- 20 Transporter/Schulungshelikopter und VIP Transporter Eurocopter EC 635

Flugabwehr zum 31. Dezember 2019:
- 27 Feuereinheiten Mittelkaliberfliegerabwehr (M Flab) mit Feuerleitgerät Skyguard und je zwei Flab Kanonen 63/90 Oerlikon 35 mm
- 96 Feuereinheiten MANPAD mit 288 Lenkwaffen (L Flab Lwf) STINGER und 24 Taktische Radar ALERT
- 60 Feuereinheiten des Lenkwaffenfliegerabwehrsystems (Mob Flab Lwf) RAPIER

### Persönliche Ausrüstung

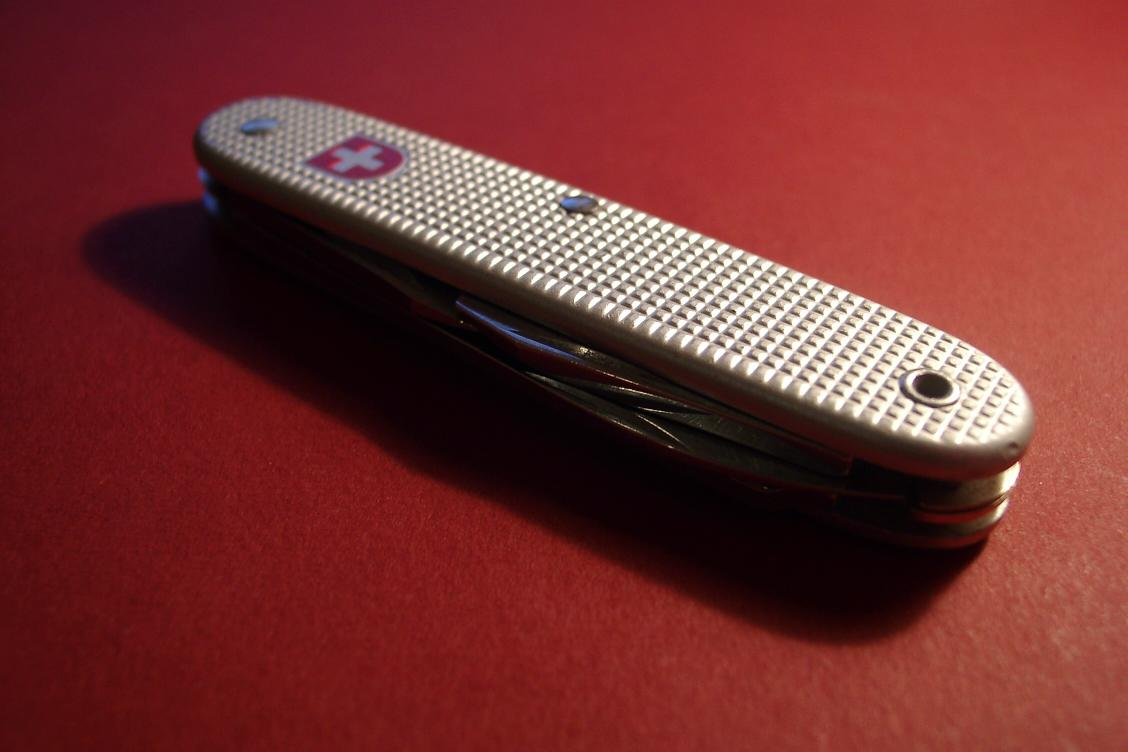
Das bis 2009 abgegebene Taschenmesser für die Schweizer Armee, mit Aluminium- statt Kunststoffabdeckung

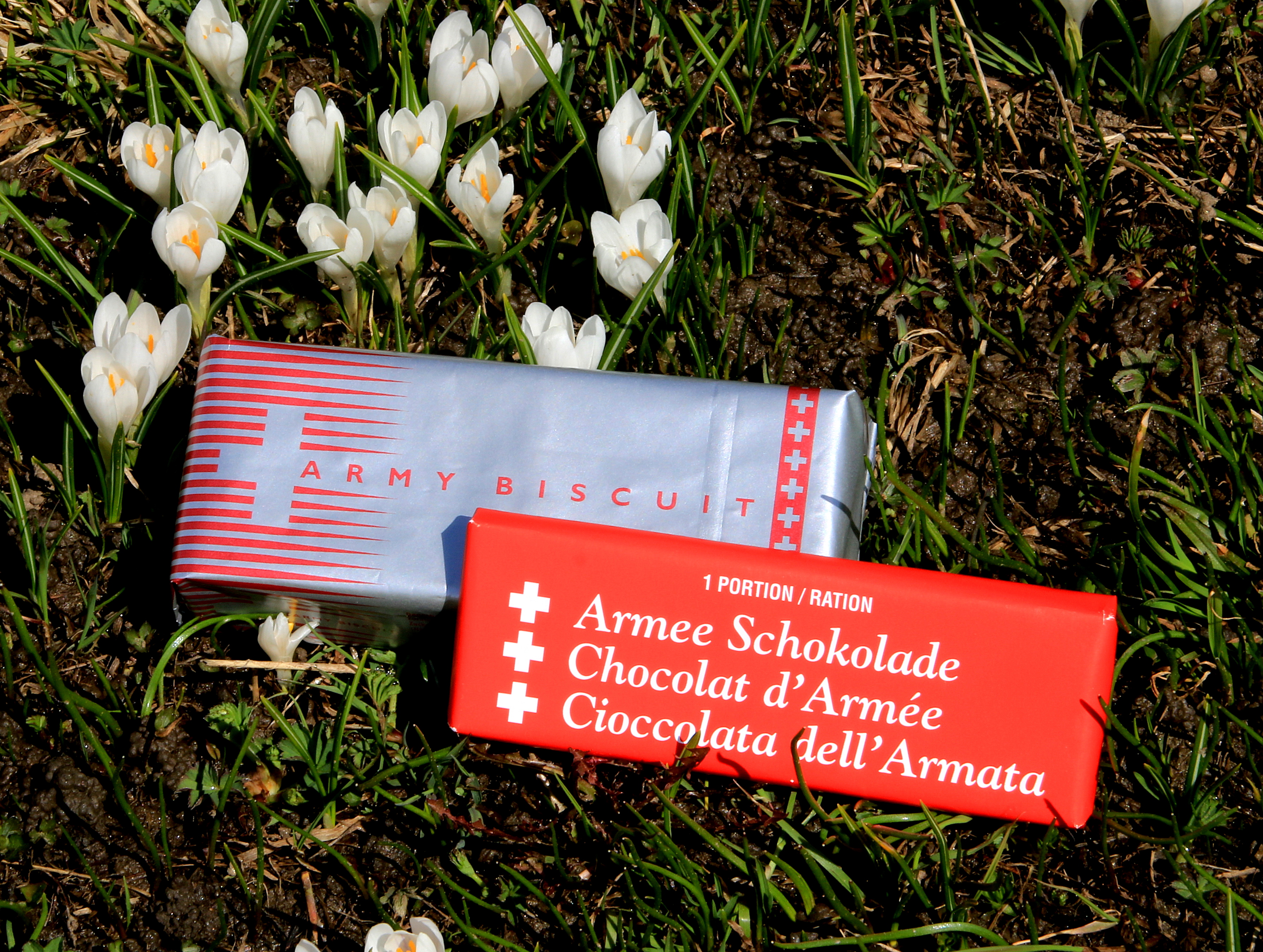
Schweizer Militärschokolade und Militärbiscuit

Darüber hinaus gehört zur Ausrüstung jedes Soldaten:
- die Grundtrageinheit, eine Art Gürtel mit Munitionstaschen und einer grossen Tasche für
  - die Schutzmaske.
  - kleine Taschen für den Gehörschutz (Pamir), Taschenlampe, Kompass etc.
  - ein Bajonett, sofern der Soldat mit einem Sturmgewehr ausgerüstet ist.
- die Erkennungsmarke («Grabstein»)
- ein Schweizer Taschenmesser. Jeder Soldat erhält das gleiche Modell, ein spezielles Offiziersmesser gibt es nicht. Seit März 2009 wird den Rekruten ein neues Soldatenmesser abgegeben. Es handelt sich hierbei um ein sogenanntes Einhandmesser, d. h., es verfügt an der Klingenoberseite nahe dem Griff über ein spezielles Loch, sodass es mit dem Daumen geöffnet werden kann. Ausserdem haben die Griffschalen eine olivgrüne Farbe bekommen.

## Geschichte

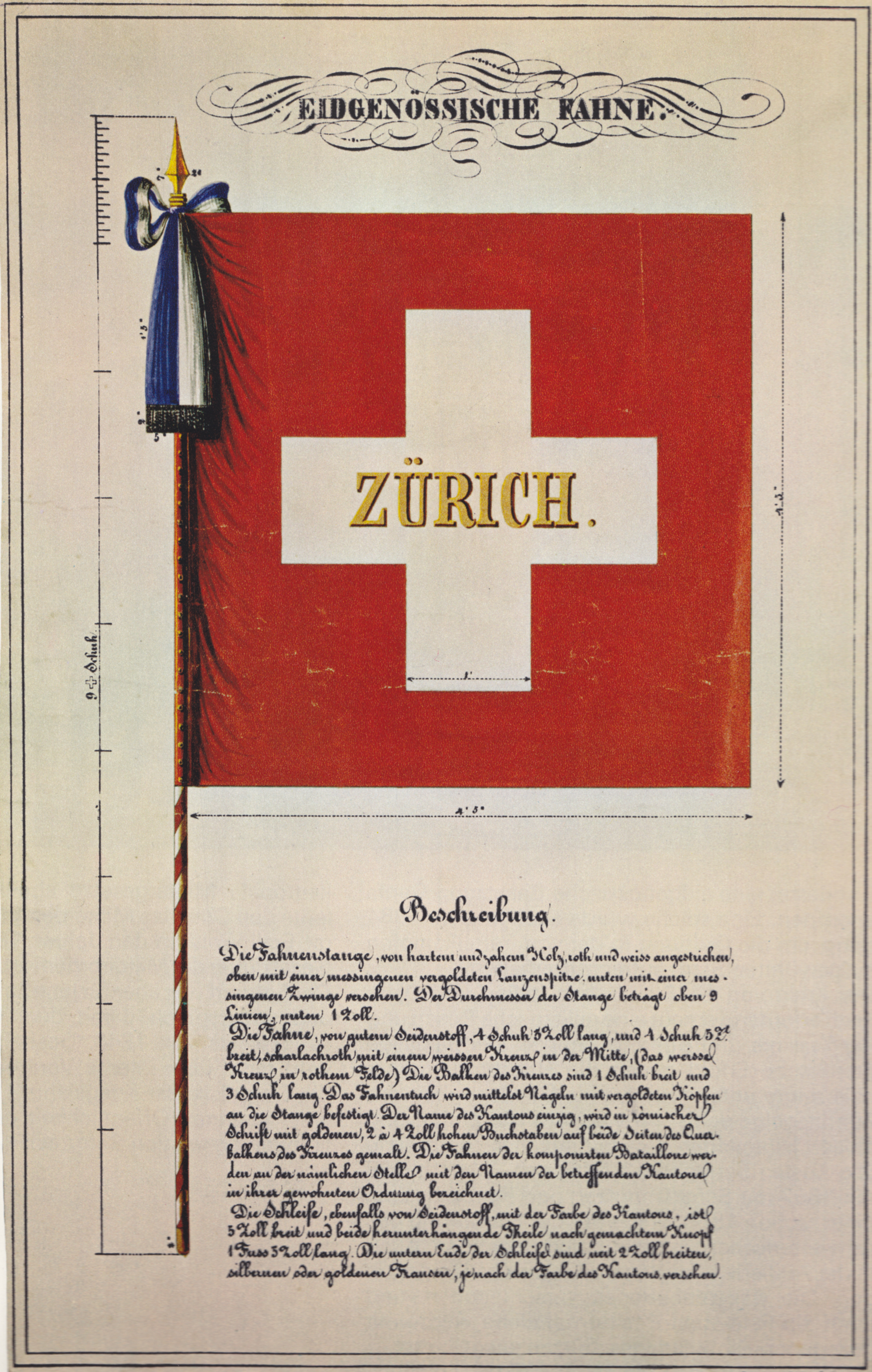
Entwurf für die neuen eidgenössischen Fahnen 1840/41

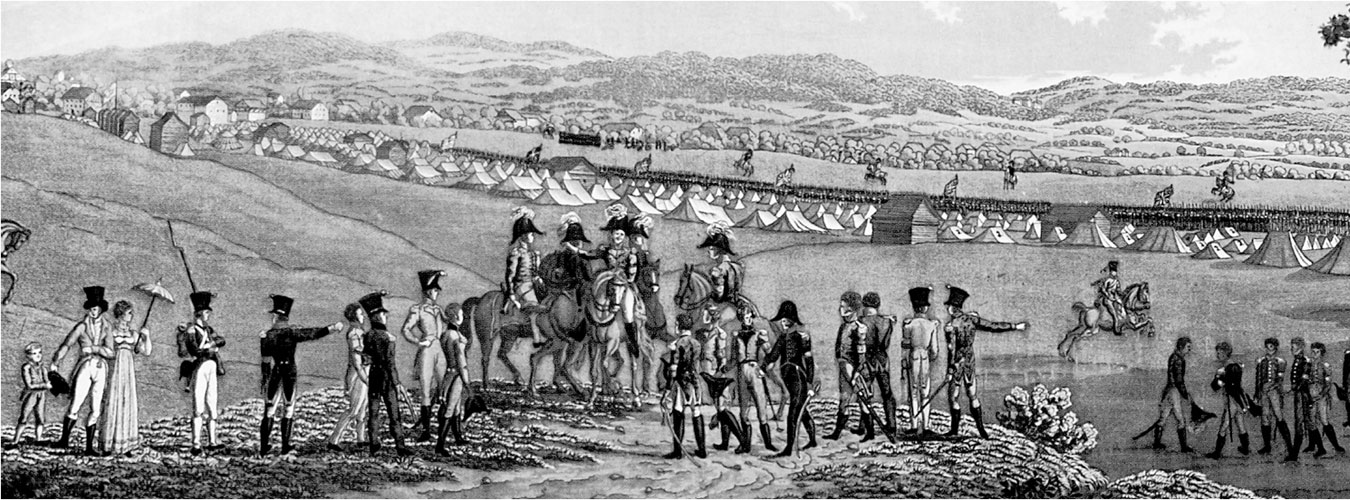
Eidgenössisches Militärlager in Wohlen 1820

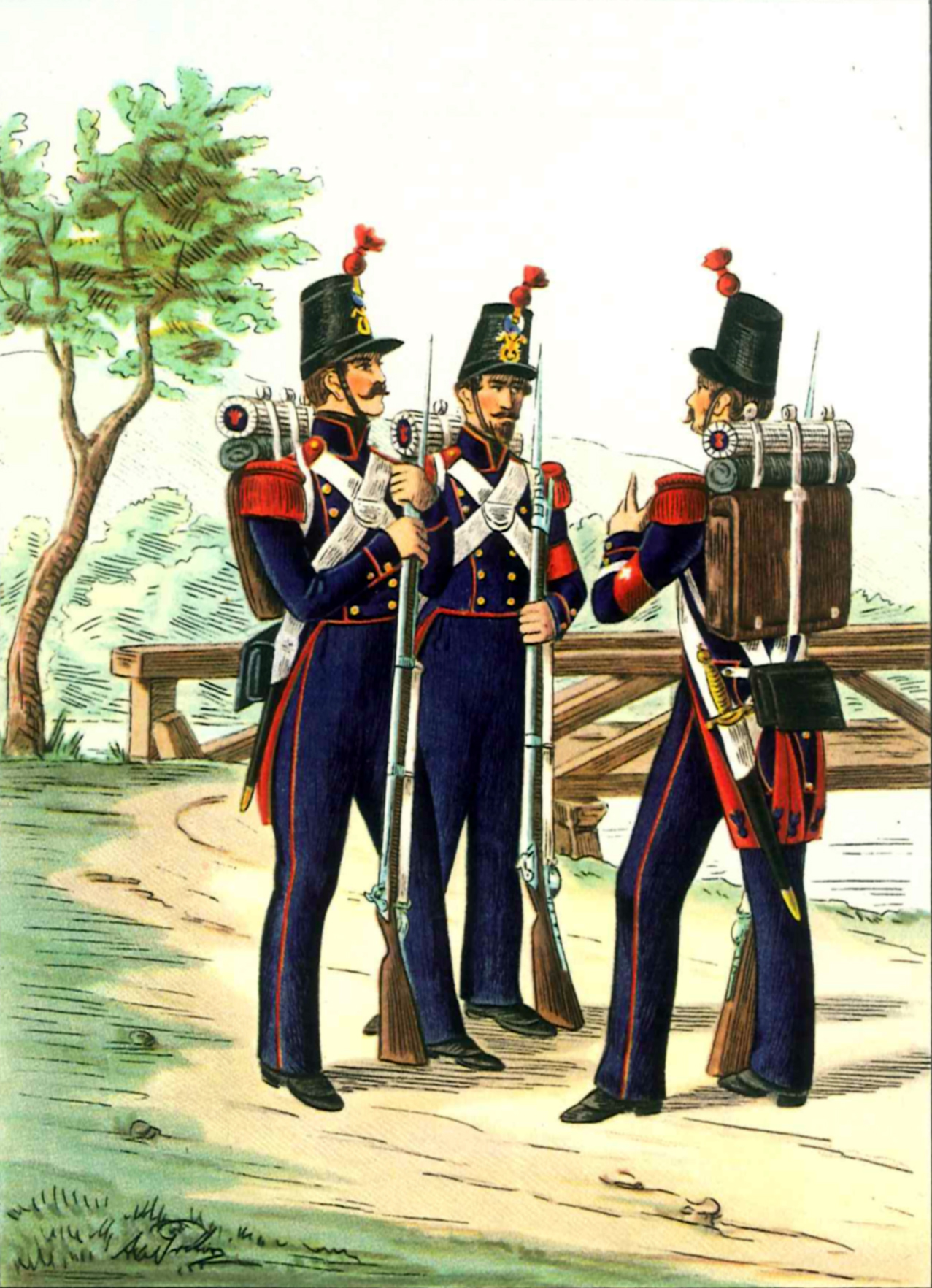
Kantonale Truppen Kanton Zürich mit eidgenössischer Armbinde 1854

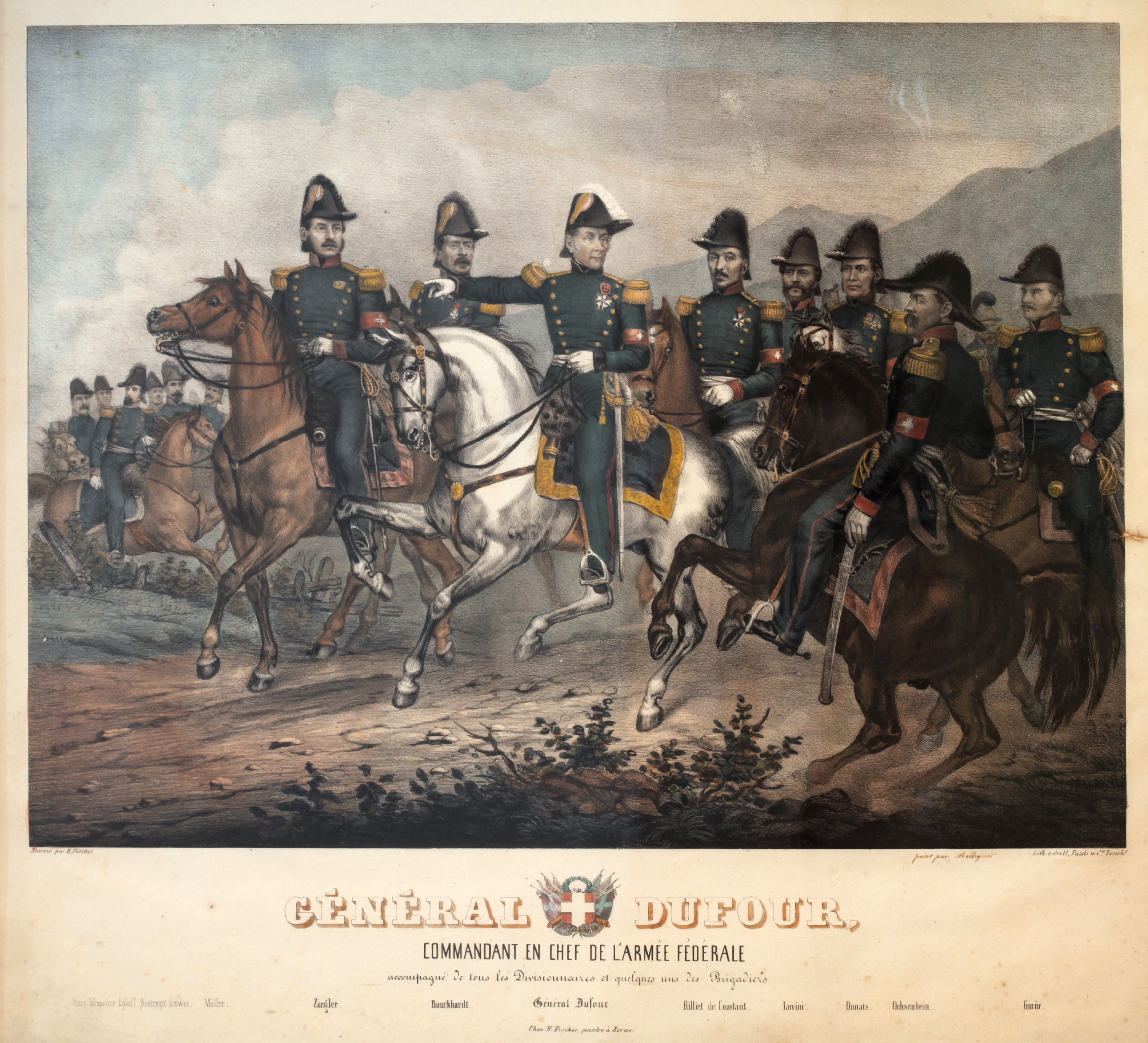
General Guillaume-Henri Dufour und der eidg. Generalstab während des Sonderbundskrieges 1847

Artilleristen der Solothurner Milizen während des Gefechts bei Gisikon 1847

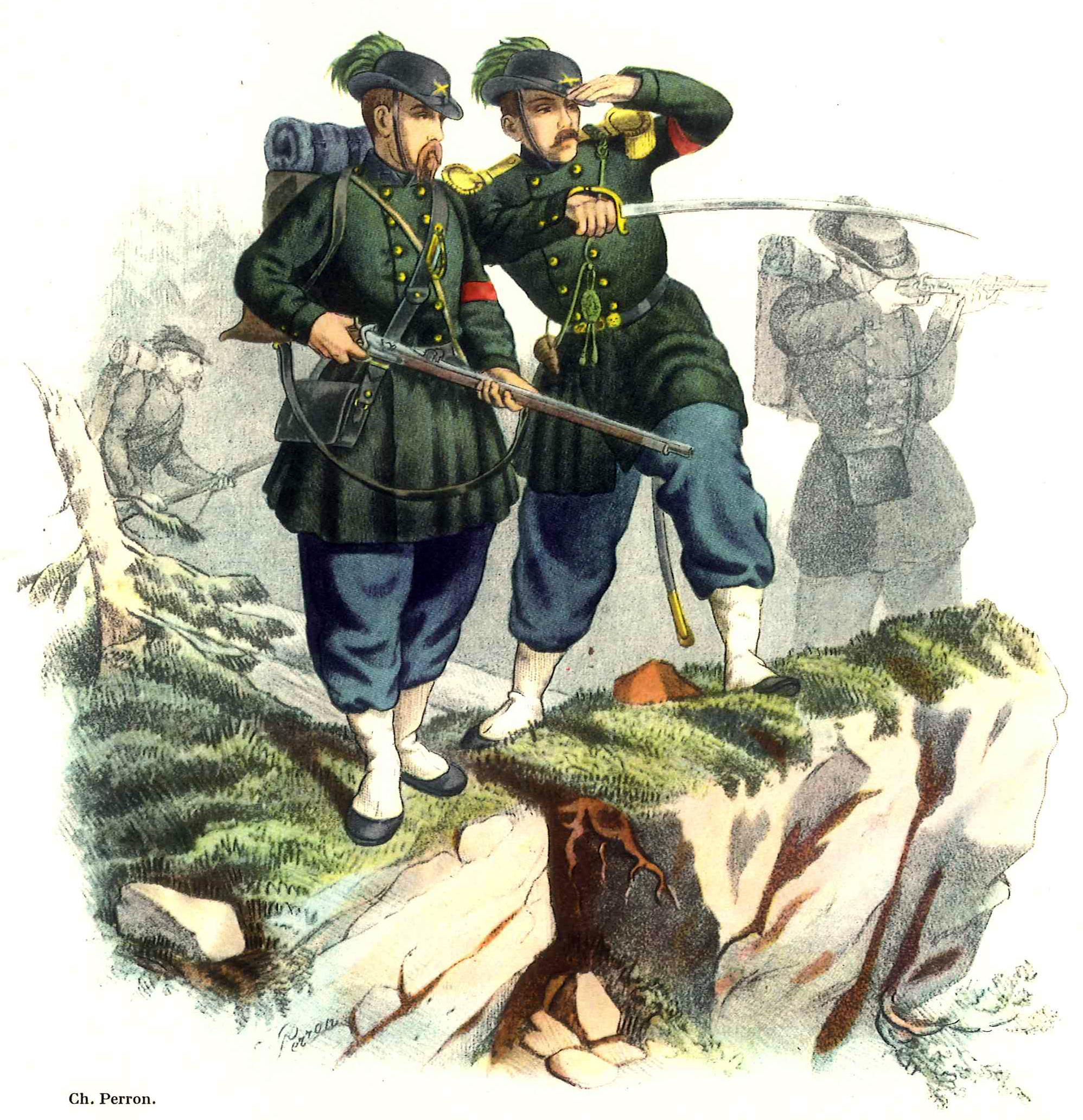
Scharfschützen der Schweizer Armee 1862

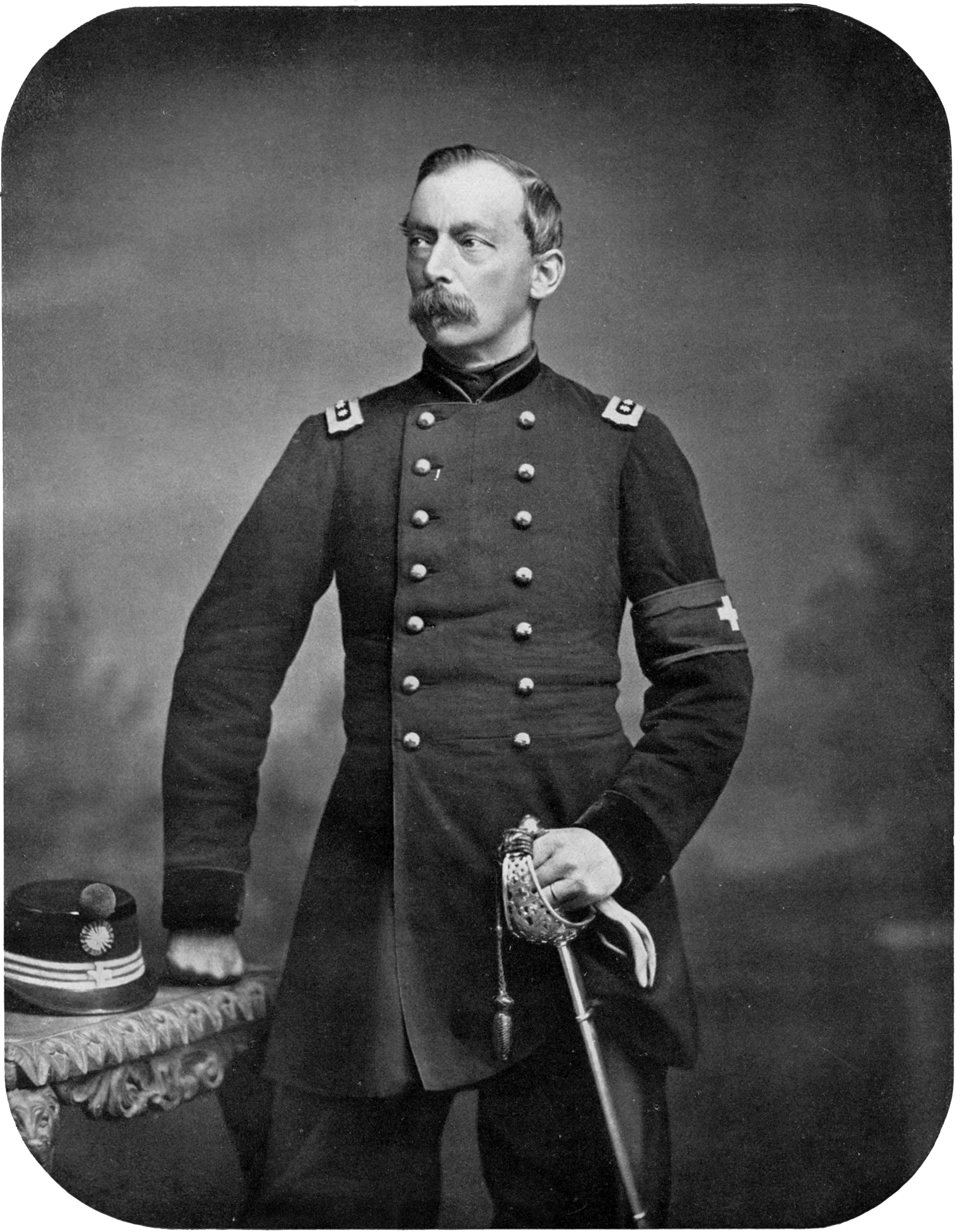
General Hans Herzog, 1870, mit eidgenössischer Armbinde

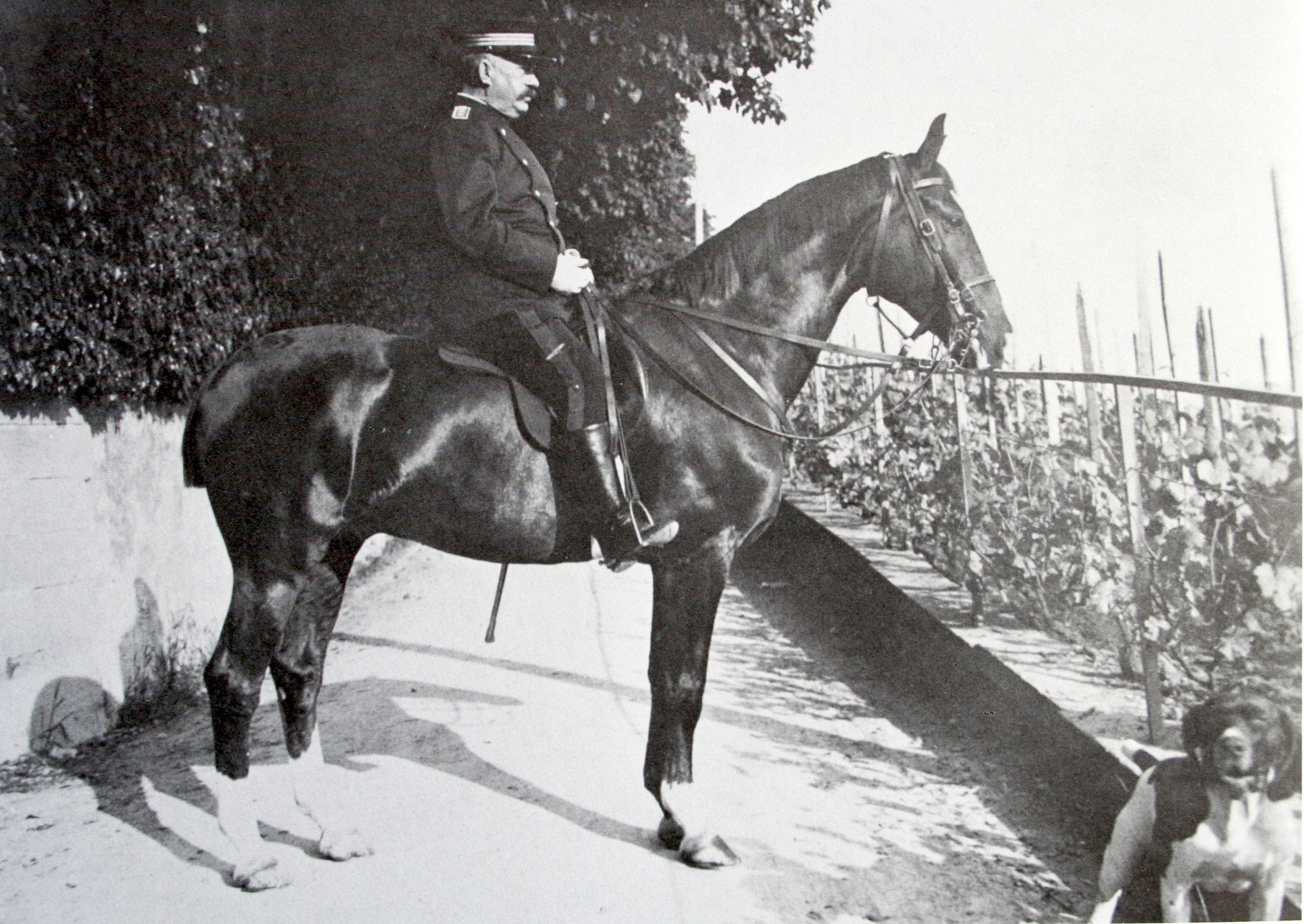
Korpskommandant Ulrich Wille 1909

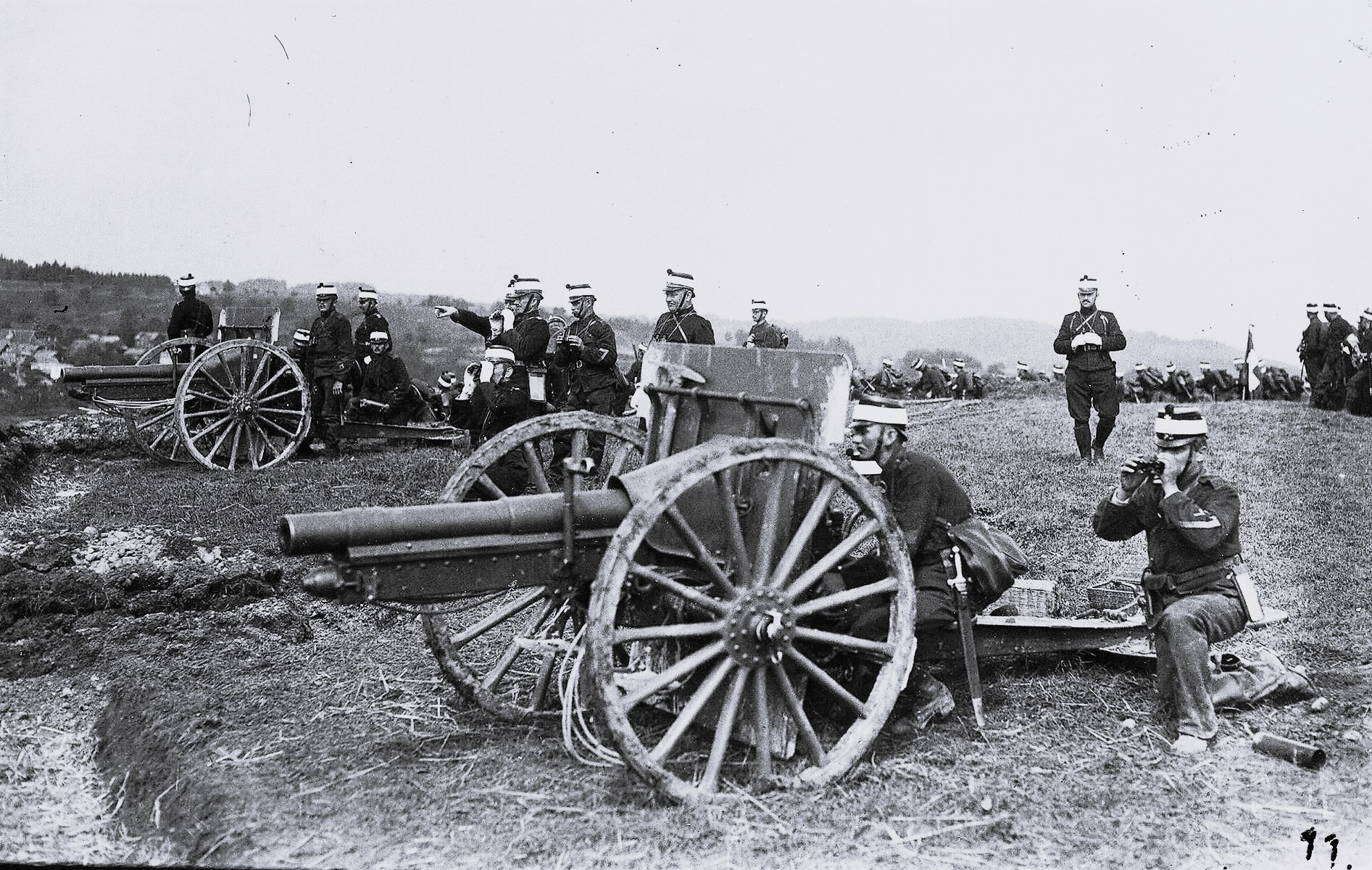
Kaisermanöver, Artillerie der 5. Division im Manövergelände am 4. September 1912

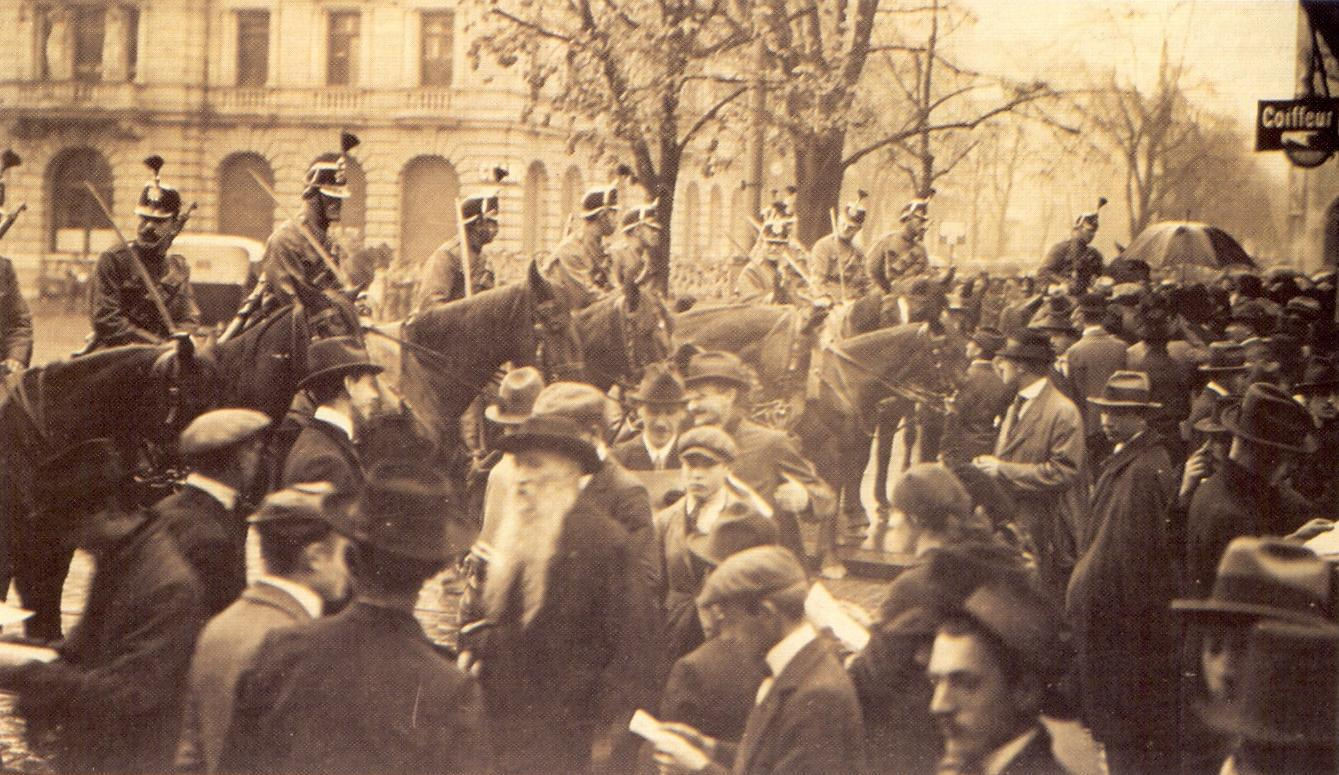
Ordnungsdienst: Einsatz der Armee gegen streikende Arbeiter in Zürich 1918

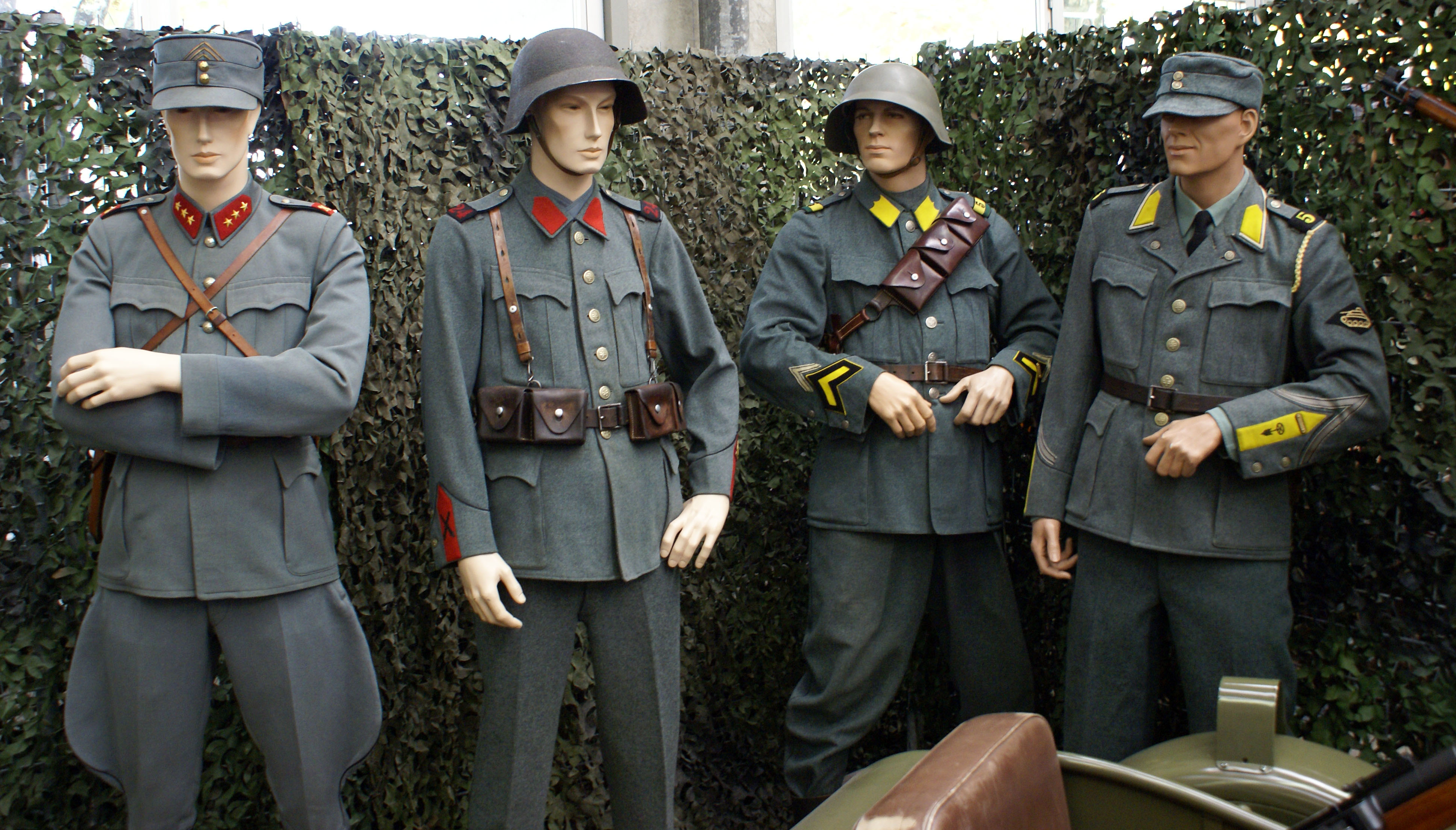
Die nach dem Ersten Weltkrieg eingeführten neuen feldgrauen Uniformen mit Stahlhelm, getragen bis in die 1960er Jahre

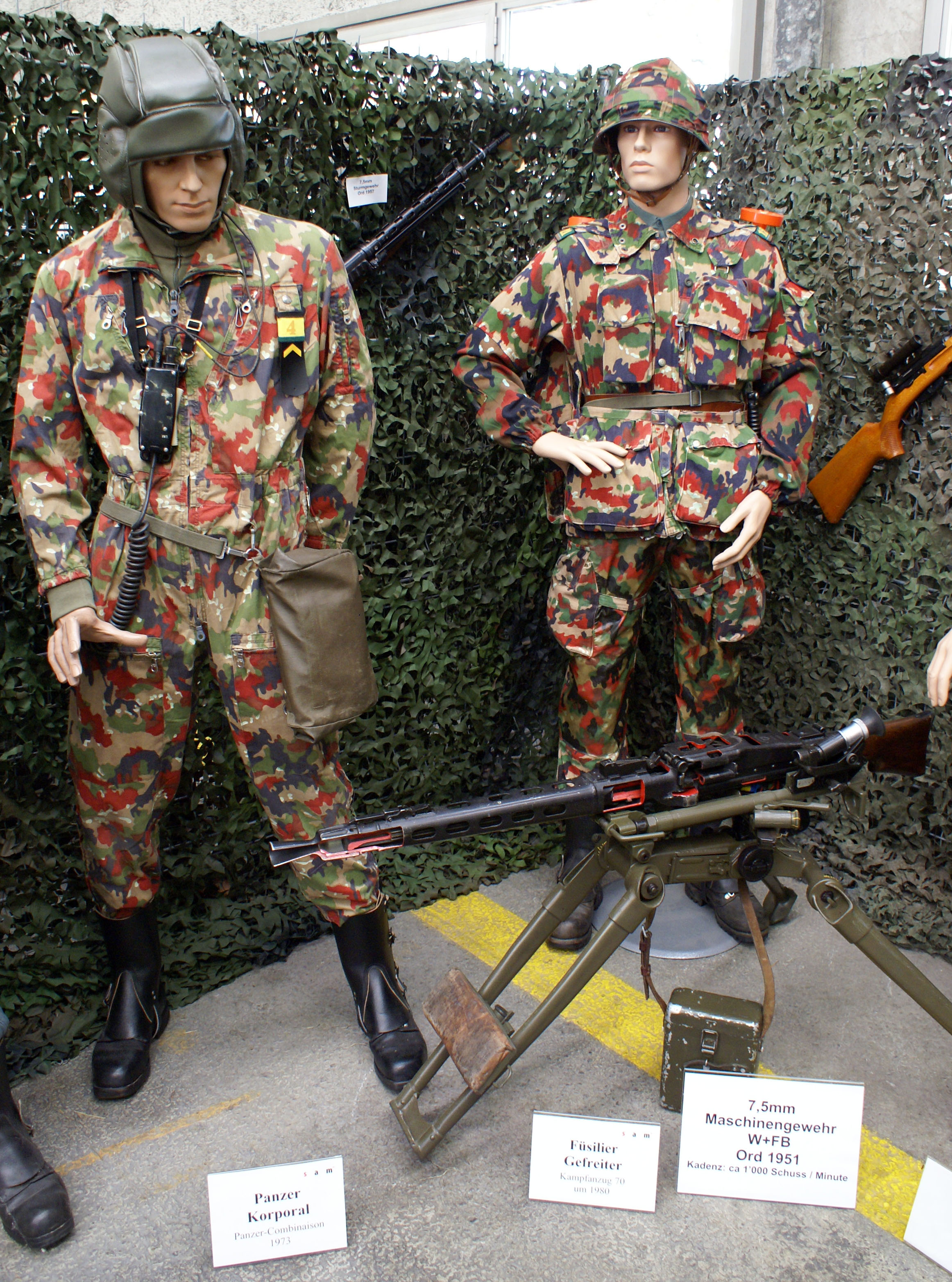
Kampfanzug der Schweizer Armee 1960er bis 1990er Jahre, sogenanntes «Vierfrucht-Pyjama»

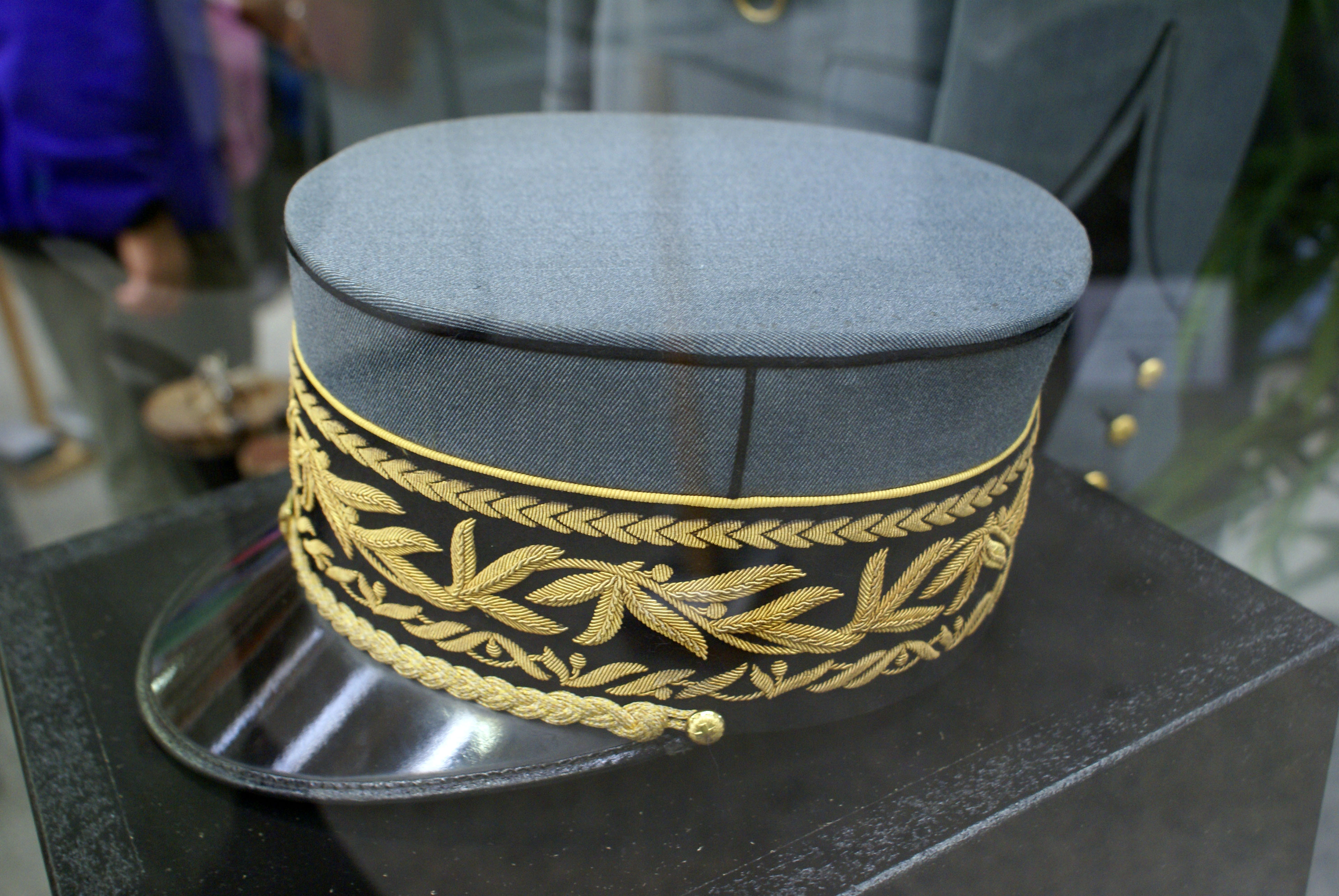
Käppi von General Henri Guisan.

### Helvetik und Mediation
Die erste gesamteidgenössische Armee wurde 1798 in der Helvetischen Republik begründet. Sie war auf der Basis der allgemeinen Wehrpflicht in ein stehendes Heer, die «Helvetische Legion», und ein Milizheer gegliedert. Daneben war die Helvetische Republik durch einen Allianzvertrag mit Frankreich verpflichtet, der Republik rund 18'000 Mann als Söldner zu stellen (33 Bataillone Infanterie, 3 Schwadrone Kavallerie, 1 Batterie). Die Armee wurde mehrfach im Innern eingesetzt, so 1802 gegen aufständische Kantone unter General Joseph Leonz Andermatt.
Durch die Mediationsakte wurde die Helvetische Militärorganisation 1803 aufgehoben. Einzige ständige zentrale Instanz war nun der eidgenössische Generalstab, der die von den Kantonen gestellten Kontingente im Falle eines Auszuges koordinieren und führen sollte. 1805 wurde das erste eidgenössische Dienstreglement erlassen, das durch eine gewisse Standardisierung des Dienstbetriebs die Zusammenarbeit der kantonalen Truppen verbessern sollte. Auch während der Mediationszeit blieb die Schweiz durch einen Allianzvertrag mit Frankreich verbunden und stellte vier Regimenter in französischen Diensten, die während der Napoleonischen Kriege vor allem in Spanien und Russland schwere Verluste erlitten. Während der Herrschaft der Hundert Tage nahm die Schweiz am Krieg gegen Frankreich teil und das eidgenössische Heer drang unter General Niklaus Franz von Bachmann in die Freigrafschaft vor. Der Feldzug scheiterte jedoch an der mangelhaften Organisation und Koordination der kantonalen Truppen.
Juden in der Schweiz waren bis zur zweiten Hälfte des 19. Jahrhunderts nicht gleichwertige Bürger. Bis 1852 waren sie vom Schweizer Militärdienst ausgeschlossen, mit Ausnahme der Helvetischen Republik: 1808 waren die Gesetze der militärischen Dienstpflicht streng, Juden mussten sich verpflichten und durften sich nicht durch einen Freiwilligen ersetzen lassen (anders als bei Christen). 1813 wurden Judenkorporationen eingerichtet, die den Beitritt jüdischer Männer gewährleisteten, da Juden nicht als Bürger galten. Die Milizorganisation von 1808 und von 1816 befand, dass die Juden bis auf weiteres statt der persönlichen Dienstleistung, ein jährliches Equipierungsbeitrag von 1'000 Franken leisten sollten (1808 betrug diese Summe 400 Franken).
Ab 1852 dienten Juden wie andere Schweizer in der Armee, und dies, obwohl in der Soldatensprache Antisemitismen, wie «gestampfter Jude» (für Konservenfleisch) bis in die 1990er Jahre verbreitet waren.

### Militärreglement von 1817
Im zweiten Pariser Frieden 1815 wurde die bewaffnete schweizerische Neutralität von den Grossmächten festgelegt. Der Bundesvertrag von 1815, der an die Stelle der Mediationsakte trat, sah ebenfalls keine gesamteidgenössische Armee vor, sondern beliess die Militärhoheit bei den Kantonen. Die eidgenössische Tagsatzung beschloss 1817 die Schaffung einer Bundesarmee mit einem gemeinsamen Militärreglement. Dabei wurde das Milizprinzip festgelegt, nur die Instruktoren waren Berufssoldaten. Der Bestand der eidgenössischen Armee war auf 32'886 Mann festgelegt. Die Armeeteile wurden in den Kantonen rekrutiert, deren Kontingente im Bundesvertrag im § 2 festgeschrieben waren. Im Prinzip war vorgesehen, dass zwei Männer auf 100 Einwohner gestellt werden sollten. Die Rekruten wurden auf unterschiedliche Weise, meist durch ein Losverfahren bestimmt, wobei die Männer sich freikaufen oder einen Ersatzmann stellen konnten. Ein General als Oberkommandant wurde durch die Tagsatzung erst im Falle einer Mobilmachung der Bundesarmee gewählt.
Als erste dauerhafte Militärbehörde schuf die Tagsatzung 1817 die Militäraufsichtsbehörde im Nebenamt unter Vorsitz des Vorortes, die sich unter anderen aus dem Oberstquartiermeister, dem Oberstartillerieinspektor und dem Oberstkriegskommissär zusammensetzte. Bei einer Mobilisierung der Truppen bildete diese Behörde, den sogenannten Kriegsrat. Während zuerst einzig die Armbinde mit dem Schweizerkreuz als verbindliches Identifikationselement der kantonalen Truppen festgelegt war, wurden Uniformen und Ausrüstung mit der Zeit stärker vereinheitlicht. 1840 ersetzte die eidgenössische Fahne die kantonalen Feldzeichen. Die 1819 gegründete eidgenössische Militärschule in Thun, gemeinsame Übungslager, gesamtschweizerische Vereine (Offiziersverein, gegründet 1833) leisteten einen wichtigen Beitrag zur Entstehung des schweizerischen Nationalbewusstseins.
In der ersten Hälfte des 19. Jahrhunderts stützte sich das schweizerische Wehrwesen noch stark auf die Erfahrungen und die Ausbildung der Offiziere in ausländischen Armeen (→ Fremde Dienste). Praktisch alle bedeutenden höheren Miliz- und Berufsoffiziere in diesem Zeitraum hatten Erfahrung im Ausland, z. T. auch in Kriegen. Die Bundesverfassung von 1848 verbot allerdings den Kantonen den Abschluss von Militärkapitulationen, d. h., es durften keine Schweizerregimenter mehr gebildet werden. Die letzten Schweizer Regimenter wurden in den italienischen Einigungskriegen eingesetzt. Nach der Revision des Militärstrafrechts 1927 wurde der Eintritt in «Fremde Dienste» auch dem Einzelnen verboten, wenngleich der Bundesrat Ausnahmen (z. B. für die Schweizergarde) aussprechen kann.
Seit diesem Zeitpunkt ist es für Schweizer nicht mehr möglich, auf legalem Weg militärische Auslandserfahrung zu machen, wenngleich weiter vereinzelte Wehrmänner, die aus der französischen Fremdenlegion, dem Spanischen Bürgerkrieg oder der Waffen-SS zurückkehrten, ihre Kriegserfahrungen für die Ausbildung der Armee nutzbar machten. Es existieren teilweise Sonderregelungen für Bürger, die sowohl die Schweizer als auch eine weitere Staatsbürgerschaft besitzen.
Als am 4. November 1847 die Tagsatzung die gewaltsame Auflösung des Sonderbundes beschloss, wurde der Guillaume Henri Dufour zum General der Bundestruppen ernannt, während die Sonderbundstruppen Johann Ulrich von Salis-Soglio zum General ihrer Truppen beriefen. Im kurzen Sonderbundskrieg, dem letzten Krieg auf Schweizer Boden, behielt Dufour dank seinem raschen und entschiedenen Vorgehen die Oberhand, so dass nach wenigen Kampfhandlungen der Sonderbund 26 Tage nach Kriegsbeginn kapitulierte. Teile der Sonderbundskantone wurden für kurze Zeit mit rund 16'000 Mann aus den liberalen Kantonen besetzt. Die Kriegskosten von rund sechs Millionen Franken mussten von den Sonderbundskantonen getragen werden. Die liberale Mehrheit lehnte 1848 eine Bündnisanfrage von König Karl Albert von Sardinien-Piemont ab, mit einem Hilfsheer von rund 50'000 Mann am Krieg gegen das konservative Kaisertum Österreich in der Lombardei teilzunehmen. So blieb der Sonderbundskrieg der letzte kriegerische Einsatz der Schweizer Armee.

### Militärorganisation 1850
Die Bundesverfassung von 1848 bzw. die Militärorganisation von 1850 setzte neu die allgemeine Wehrpflicht fest und legte eine gewisse Zentralisierung des Wehrwesens fest. Gleichzeitig behielten die Kantone wichtige Kompetenzen im Wehrbereich. Die Militäraufsichtsbehörde wurde durch das Militärdepartement ersetzt und der Bund übernahm den gesamten höheren Unterricht der Offiziere und Unteroffiziere sowie die Ausbildung aller Waffengattungen ausser der Infanterie, die aber den grössten Bestand aufwies. Die Kantone mussten weiter die Ausrüstung ihrer Soldaten beschaffen und bezahlen. Die Rekrutierung erfolgte auch nach 1848 im Widerspruch zur Bundesverfassung durch eine Stellungsquote, die gegenüber 1815 jedoch leicht erhöht wurde, so dass der Gesamtbestand der Bundestruppen nun rund 100'000 Mann ergab. Weiter blieb die Rekrutierung in den Kantonen unterschiedlich geregelt.
Die erste Rekrutenschulen der Kavallerie fand 1849 statt. Erst 1874 folgte die erste Rekrutenschule für die Infanterie. 1862 gründete der Bund als weitere zentrale Institution die eidgenössische Schiessschule, die 1875 in Walenstadt angesiedelt wurde. 1857 wurde die Stelle eines Oberinstruktors der Infanterie geschaffen, der den Eidgenössischen Stab leitete. 1865 folgte die Einrichtung des Eidgenössischen Stabsbüros. Nach der Grenzbesetzung von 1870/71 anlässlich des Deutsch-Französischen Krieges versuchte Bundesrat Emil Welti angesichts der offen zutage getretenen Schwäche der bisherigen Organisationsform eine völlige Zentralisierung des Wehrwesens herbeizuführen, scheiterte jedoch 1872 mit seinem Vorhaben in der Volksabstimmung (→ Schweiz im Deutsch-Französischen Krieg).

### Militärorganisation 1874 und 1907
Die Totalrevision der Bundesverfassung von 1874 brachte trotzdem eine weitere Zentralisierung des Wehrwesens unter Beibehaltung des Milizsystems. Der Bund hatte nun die alleinige Kompetenz, Gesetze im Militärwesen zu erlassen, der Vollzug lag jedoch weiter bei den Kantonen. Das Kontingentsystem wurde abgeschafft, Infanterie und Kavallerie blieben aber in kantonale Truppenkörper gegliedert. Die neue Militärorganisation setzte die allgemeine Wehrpflicht durch und beendete die Praxis der Stellungsquoten. Alleine die Tauglichkeit entschied nun über die Rekrutierung der Männer in den regionalen Divisionskreisen. Der Armeebestand stieg dadurch auf rund 215'000 Mann. Das Militärwesen blieb jedoch eine Arbeits- und Ausgabenteilung des Bundes und der Kantone. Während der Militärunterricht zentralisiert wurde und Bewaffnung und Ausrüstung der Armee Bundessache wurden, besorgten die Kantone Kleider und persönliche Ausrüstung ihrer Soldaten und bewahrten das Korpsmaterial der kantonalen Truppenkörper auf. Die Armee war nun in Friedenszeiten in acht Divisionen bzw. 16 Brigaden bzw. 32 Regimenter eingeteilt. Nach einer verlängerten Rekrutenschule mit unterschiedlicher Dauer je nach Waffengattung fanden neu alle zwei Jahre Wiederholungskurse statt. Die Finanzierung der Armee war angesichts der neuen Bundesaufgaben zunächst problematisch und war erst ab 1878 durch die Einführung einer Militärpflichtersatzsteuer gesichert. Weitere Etappen der Modernisierung des Wehrwesens waren die Organisation des Landsturms 1886 und die Einteilung der Armee in vier Korps 1891.
Angesichts der weltweiten militärischen Entwicklungen kam es in der Schweiz Ende des 19. Jahrhunderts zu Spannungen innerhalb des Offizierskorps und der Politik über die Weiterentwicklung der Armee nach preussischem Vorbild. Dabei stand die Professionalisierung des Offizierskorps und die Verstärkung der Erziehung der Bürger zu Soldaten durch Drill und Disziplin im Vordergrund. Die Gegner beklagten sich über die undemokratische «Verpreussung» der Armee und «Soldatenschinderei» bei der Ausbildung. Die weitere Zentralisierung des Wehrwesens scheiterte allerdings 1895 erneut in der Volksabstimmung und auch die revidierte Militärorganisation von 1907 bzw. die Truppenordnung von 1911 wurden von den Arbeiterparteien heftig bekämpft, besonders wegen der zunehmenden Ordnungsdiensteinsätzen der Armee gegen streikende Arbeiter. Die Reformen brachten auf Druck der reformorientierten Kräfte im Wesentlichen eine Verlängerung der Rekruten- und Kaderschulen sowie der Wiederholungskurse. Die Kantone stellten weiterhin die Kompagnien und Bataillone der Infanterie bzw. die Schwadrone der Dragoner und ernannten deren Offiziere. Die Reorganisation des Aufbaus der Armee sah nun drei Armeekorps mit insgesamt sechs Divisionen bzw. 18 Brigaden bzw. 36 Regimenter vor. Ab der Stufe Brigade galt dabei für die Offiziere das Milizprinzip.

### Erster Weltkrieg
1914 wurde die schweizerische «Flugwaffe» und der Motorwagendienst anlässlich der Grenzbesetzung im Ersten Weltkrieg unter dem Kommando von General Ulrich Wille improvisiert. Auch während des Krieges kam es zu Spannungen zwischen der Armee und der Arbeiterschaft, besonders anlässlich des Landesstreiks 1918.

### Zwischenkriegszeit und Zweiter Weltkrieg

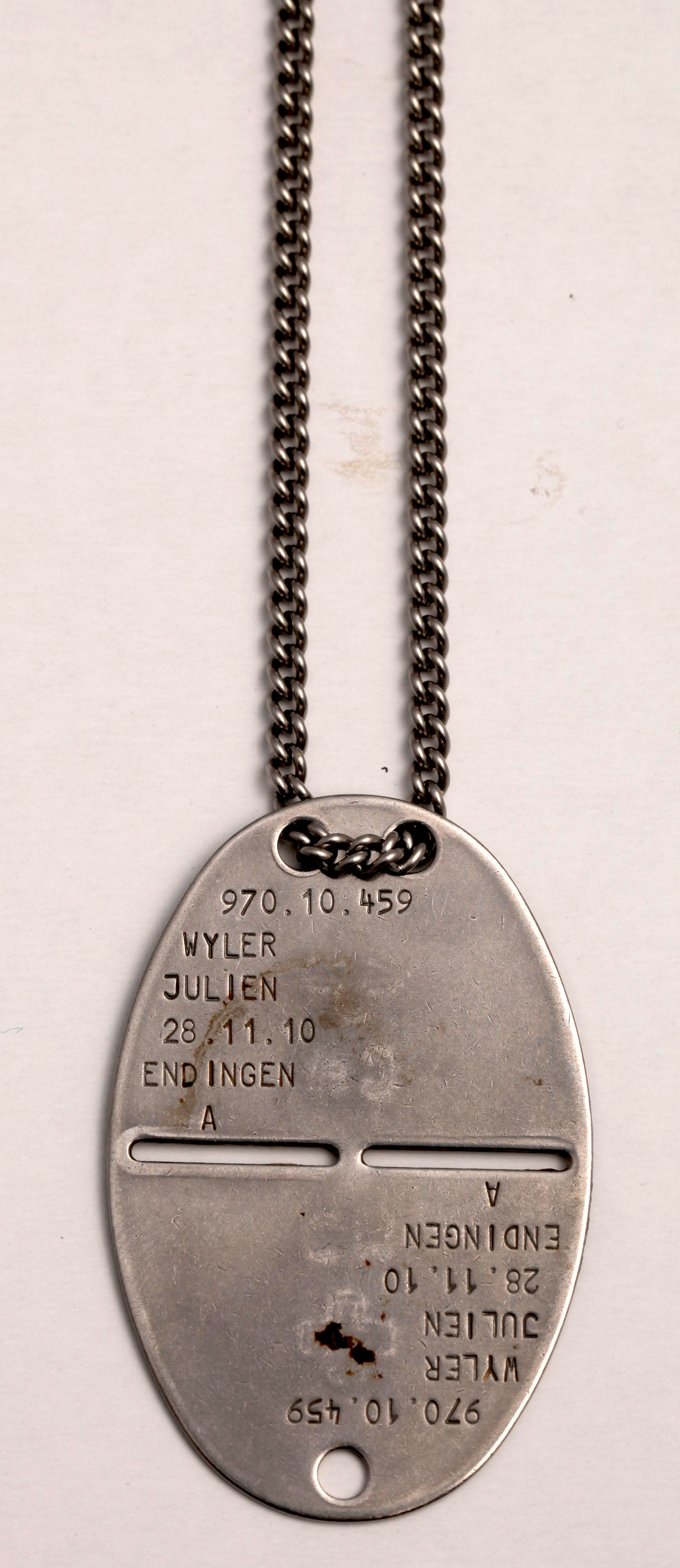
Militärmarke von Julien Wyler, 1929, in der Sammlung des Jüdischen Museums der Schweiz

In der Zwischenkriegszeit wurde die Schweizer Armee durch ungenügende Finanzmittel, ihre schwerfällige Organisation und politische Kämpfe zwischen den bürgerlichen Parteien und den Arbeiterparteien geschwächt. Erst nach der Verschlechterung der internationalen Lage 1936 konnten diese Gräben überwunden werden und die neuerliche Aufrüstung und Modernisierung der Armee in Angriff genommen werden. Die Truppenorganisation von 1938 brachte eine weitere Verlängerung der Ausbildungszeiten und einen veränderten Aufbau. Die drei Korps der Armee erhielten operative Aufgaben, drei selbständige Gebirgsbrigaden wurden gebildet, acht Grenzbrigaden sowie motorisierte Verbände. Weiter investierte die Schweiz stark in permanente Befestigungsanlagen (→ Liste der Festungen in der Schweiz).
Auf der Basis der drei Festungen St-Maurice, Gotthard und Sargans entwarf General Henri Guisan während des Zweiten Weltkrieges das Schweizer Réduit als neue Abwehrstrategie. Im Gegensatz zu früheren Armeeeinsätzen anlässlich von Kriegen in Nachbarländern der Schweiz sprach man 1939 bis 1945 nicht mehr von einer «Grenzbesetzung», sondern von «Aktivdienst». Zum Ende des Krieges war die Motorisierung so weit fortgeschritten, dass die Armee 1200 Lastwagen, 800 Personenwagen und 240 Motorräder in ihrem Bestand hatte – mehrheitlich aus einheimischer Produktion (Berna, Saurer, Martini, Franz, Arbenz).

### Nachkriegszeit und Armee 61
Nach dem Zweiten Weltkrieg wurde die Schweizer Armee massiv aufgerüstet, starke Kräfte innerhalb der Armee strebten sogar die Ausrüstung der Luftwaffe mit Atomwaffen an. Als Weiterentwicklung der Reduit-Strategie setzte die Schweizer Armee nun auf Abschreckung (Dissuasion). Die Truppenorganisation von 1961 («Armee 61») schuf neue Heereseinheiten, die den Einsatzräumen angepasst waren (Grenzdivisionen, Felddivisionen, Mechanisierte Divisionen, Gebirgsdivisionen, Grenzbrigaden, Festungsbrigaden, Reduitbrigaden). Je drei Divisionen ergaben ein Feldarmeekorps bzw. ein Gebirgsarmeekorps. Die neue Einsatzdoktrin der Armee, die Truppenführung 1969, sah für den Kriegsfall eine flächendeckende Rundumverteidigung durch eine Kombination von Verteidigung und Gegenangriff vor, ein Kompromiss zwischen statischer Raumverteidigung und beweglicher Kampfführung. Der Bestand der Milizarmee stieg dabei durch die Verlängerung der Dienstzeit bis auf 880'000 Mann. Unter Einsatz beträchtlicher Finanzmittel wurde die Schweizer Armee während des Kalten Krieges mit modernsten Waffensystemen ausgerüstet (z. B. Bloodhound-Luftabwehrlenkwaffen). Auch die Festungsbautätigkeit wurde fortgesetzt. Kostenüberschreitungen bei der Beschaffung von Armeegeräten führten dabei wiederholt zu politischen Affären, wie z. B. die Mirage-Affäre. Daneben gab es in der Nachkriegszeit eine neuerliche «Demokratisierung» der Armee mit Abkehr von preussischen Methoden wie Drill, Taktschritt etc. und der Einführung vereinfachter Umgangsformen. Auch die Uniformen wurden den modischen und militärischen Weiterentwicklungen angepasst. 1972 entschied sich das Parlament als letztes Land in Europa für die Abschaffung der Kavallerie.

### Armee 95 und Armee XXI
Der Fall der Berliner Mauer 1989 leitete das Ende der Geistigen Landesverteidigung ein. Es begann eine bis heute anhaltende Debatte innerhalb der Armee, der Politik und der Öffentlichkeit über die Aufträge der Armee, sowie die dazu nötige Bewaffnung und Mannschaftsstärke. Bis zu diesem Zeitpunkt bestand eine Armee und ein Verteidigungsauftrag – eine eigentliche Sicherheitspolitik im Sinne einer Auseinandersetzung darüber, «mit welchem Instrument der Staat spezifischen geostrategischen Gefahren» begegnen solle, habe es nicht gegeben, so Christoph Lenz. Für den anstehenden Umbruch und gleichzeitig zugunsten einer besseren zivilen Kontrolle schuf Bundesrat Ogi die Abteilung Sicherheitspolitik.
Die rund 36 Prozent Ja-Stimmen für die Armeeabschaffungs-Initiative in der Volksabstimmung vom 26. November 1989 stärkten die reformorientierten Kräfte in der Armee. Der «Sicherheitspolitische Bericht 1990» setzte Friedensförderung und internationale Kooperation als neue Aufgabe neben den klassischen Armeeaufgaben fest. Die Armee suchte ihre Existenz auch zu rechtfertigen, indem sie Assistenzdienste in Inland bei Katastrophenfällen in den Vordergrund stellte. Die auf dieser Basis als Kompromiss zwischen Reformern und Bewahrern eingeführte «Armee 95» setzte als Grenze für die Wehrpflicht das 42. Altersjahr fest und reduzierte den Armeebestand auf 400'000 Mann. Durch eine Verkürzung der Dienstdauer lockerte sich der Griff der Armee auf die männliche Bevölkerung etwas. Die Armee passte ihre Organisation veränderten taktischen Gegebenheiten an und erarbeitete eine neue Einsatzdoktrin, die im Kriegsfall eine dynamische anstelle einer flächendeckenden Rundumverteidigung vorsah und zu diesem Zweck eine stärkere Mechanisierung der Armee initialisierte. Mit der Armee 95 wurde der Brieftaubendienst aufgegeben.
Zahlreiche Schwächen der Armee 95 sowie die fehlende politische Bereitschaft, weiterhin eine so grosse Armee zu finanzieren, führten Ende der 1990er Jahre zu einem weiteren Reformschritt, der nach heftigen Widerständen innerhalb der Armee und aus konservativen politischen Kreisen in der sogenannten Armee XXI umgesetzt wurde. Die Basis dafür bildete der «Sicherheitspolitische Bericht 2000», der unter anderem festhielt, dass die Sicherheit der Schweiz nur durch internationale Kooperation gewährleistet werden könne. Von 1989 bis 2016 wurden der Mannschaftsbestand der Milizarmee von 625'000 auf 148'250 Mann, die Kampfpanzer von 860 auf 134, die mechanisierten Artilleriegeschütze von 473 auf 133 und die Kampfflugzeuge von 272 auf 86 abgerüstet. 2003 wurden die Radfahrtruppen abgeschafft. Der Militärische Frauendienst MFD (früher: Frauenhilfsdienst FHD) bestand bis 2005. Mit der Armeereform XXI wurde der Zugang der Frauen zu allen Funktionen geöffnet. Die gleiche Dienstdauer und Ausbildung erlaubte dieselbe persönliche Bewaffnung wie der Männer sowie die Beteiligung an Auslandeinsätzen mit der Swisscoy. Im Gegensatz zu den Männern leisten Frauen weiterhin freiwillig Militärdienst, somit gilt für sie die allgemeine Wehrpflicht auch im Verteidigungsfall nicht. Ein weiterer Unterschied besteht bei den Auslandseinsätzen zugunsten der KFOR (Swisscoy) oder EUFOR, wo Frauen ohne vorherigen Dienst einen Einsatz leisten können. Sie absolvieren lediglich eine kurze Grundausbildung vor dem Auslandseinsatz.

### Weiterentwicklung der Armee
Die Weiterentwicklung der Armee (WEA) ist nach der Armee 95 und der Armee XXI eine weitere Reorganisation der Schweizer Armee, die mit dem sicherheitspolitischen Bericht vom 23. Juni 2010 und dem Armeebericht vom 1. Oktober 2010 angestossen wurde. Damit wird der Sollbestand der Armeeangehörigen auf 100'000 respektive 20'000 Mann Kampftruppen reduziert. Die beiden Räte verabschiedeten am 18. März 2016 die Rechtsgrundlagen zur WEA, darunter das Militärgesetz.

### Mobilmachungen während der COVID-19-Pandemie
Wegen der COVID-19-Pandemie in der Schweiz beschloss der Bundesrat im März 2020, dass bis zu 8'000 Angehörige der Schweizer Armee in den Assistenzdienst aufgeboten werden können, um die zivilen Behörden zu unterstützen. Es war die grösste Mobilisierung von Truppen der Schweizer Armee seit dem Zweiten Weltkrieg. Die erste Mobilmachung dauerte 107 Tage und wurde Ende Juni 2020 offiziell beendet. Insgesamt wurden 320'000 Diensttage von zeitweise bis zu rund 6000 Armeeangehörigen zugunsten des zivilen Gesundheitswesens, der Eidgenössischen Zollverwaltung und der kantonalen Polizeikorps geleistet.
Im Zuge der zweiten Welle mobilisierte der Bundesrat Anfang November 2020 erneut maximal bis zu 2'500 Armeeangehörige. Der zweite Einsatz soll längstens bis am 31. März 2021 laufen. Die Soldaten sollen das zivile Pflegepersonal unterstützen und Patienten mit Armee-Ambulanzen transportieren. Eingesetzt werden Durchdiener, bereits im Dienst stehende Verbände, Berufsformationen und Freiwillige. Allenfalls werden innert 96 Stunden weitere Formationen aufgeboten.

### Finanzierungsengpässe in den 2020er-Jahren
Spätestens nach dem russischen Überfall auf die Ukraine im Jahr 2022 ist die Finanzierung der Rüstungsausgaben wieder vermehrt zum Thema geworden.
Die in den Jahren 2020 bis 2024 durch das Verteidigungsdepartement beantragten Rüstungsprogramme fielen deutlich höher aus als von der Armee ursprünglich geplant. Im Januar 2024 wurde u. a. eine für das laufende Jahr angekündigte Airshow der Schweizer Luftwaffe aus Kostengründen abgesagt. Man wolle sich stattdessen auf die Verteidigung konzentrieren, so Armeechef Süssli. Im November 2024 kündigte die Gruppe Verteidigung die Reduzierung weiterer Vorführelemente innerhalb der Schweizer Luftwaffe per 1. Januar 2025 an, etwa die Sistierung der F/A-18 Hornet Solo Display. Im Januar 2025 hat die Gruppe Verteidigung weitere Sparmassnahmen für die kommenden Jahre kommuniziert.

## Mobilmachungen
Seit 1907 ist die Bundesversammlung dafür zuständig, den Aktivdienst sowie die Mobilmachung von Teilen oder der gesamten Armee zum Aktivdienst anzuordnen. Nur in dringenden Fällen kann der Bundesrat den Aktivdienst anordnen. Sofern das Aufgebot 4'000 Armeeangehörige übersteigt oder länger als drei Wochen dauert, muss unverzüglich die Bundesversammlung einberufen werden, die über die Aufrechterhaltung des Aktivdienstes entscheidet.
Den Rang und die Bezeichnung General (Vier-Sterne-General) gibt es in der Schweizer Armee nur bei einer Kriegsmobilmachung. Die Vereinigte Bundesversammlung wählt aus den Reihen der Armeeangehörigen (meistens Korpskommandanten, prinzipiell ist auch ein gewöhnlicher Soldat wählbar) einen General als Oberbefehlshaber der Armee (→ Liste Schweizer Generäle). Der Bundesrat bleibt jedoch auch nach der Wahl des Generals die oberste vollziehende und leitende Behörde.
Insgesamt fanden vier Generalmobilmachungen (GMob; auch Kriegsmobilmachung; KMob) zum Schutze der Integrität und der Neutralität der Schweiz statt. Die erste Generalmobilmachung war 1856 beim Neuenburgerhandel aufgrund einer direkten drohenden Haltung Preussens notwendig. Die zweite Generalmobilmachung fand anlässlich des Deutsch-Französischen Krieges von 1870/71 unter der Führung von General Hans Herzog statt. Als Reaktion auf den Ausbruch des Ersten Weltkriegs und um einen deutschen oder französischen Durchmarsch durch die Schweiz zu verhindern, beschloss die Vereinigte Bundesversammlung am 3. August 1914 die erneute Generalmobilmachung der Armee und wählte den deutschfreundlichen Oberstkorpskommandanten Ulrich Wille zum Oberbefehlshaber und General, siehe Generalswahl vom 3. August 1914. Die vierte Generalmobilmachung der Armee fand am 1. September 1939 als Reaktion auf den deutschen Überfall auf Polen statt. Der frankophone Westschweizer Henri Guisan wurde zum General gewählt und entwickelte sich in den Kriegsjahren zur Hauptintegrationsfigur der von den Achsenmächten eingeschlossenen Eidgenossenschaft.
Die Schweizer Armee war im Zweiten Weltkrieg in Luftkämpfe mit der deutschen Luftwaffe wie auch mit der US-Luftwaffe verwickelt, da die Schweiz keine Überflüge amerikanischer Bomber von Italien nach Deutschland dulden wollte. Ansonsten wurde der moderne Schweizerische Bundesstaat seit seiner Gründung 1848 terrestrisch auf eigenem Territorium nicht mit offenen Angriffen feindlicher Kräfte konfrontiert.
Eine Teilmobilmachung der Armee fand im Zuge der COVID-19-Pandemie 2020 statt. Die Armee bot dabei im April 2020 mehrere Sanitätseinheiten und das Spitalbataillon zum Dienst auf.

## Ordnungsdiensteinsätze im Landesinnern
Die Schweizer Armee wurde wiederholt zur Niederschlagung von Streiks und Demonstrationen im Inland eingesetzt. Die bekanntesten Einsätze dieser Art waren:
- 1875: Einsatz nach den Unruhen in Göschenen 1875, bei denen beim Bau des Gotthardtunnels vier Arbeiter erschossen und weitere schwer verletzt wurden.
- 1918: Einsatz gegen den Schweizerischen Generalstreik. Insgesamt wurden drei Arbeiter erschossen.
- 1932: Einsatz bei den Unruhen von Genf 1932. 13 Demonstranten wurden erschossen, 65 weitere verletzt.[73]

## Kontroversen um die Schweizer Armee

### Nachkriegszeit und Kalter Krieg
Bereits in den späten 1950er Jahren bildete sich eine Opposition gegen die damals geplante Aufrüstung der Schweizer Armee mit Kernwaffen. Eine Initiative aus pazifistischen Kreisen wurde 1962, eine weitere Initiative der Sozialdemokratischen Partei der Schweiz 1963 von Volk und Ständen abgelehnt. Die Option einer nuklearen Bewaffnung wurde erst ab 1976 mit der Zustimmung des Ständerats zum Atomwaffensperrvertrag endgültig aufgegeben.
Zur selben Zeit sorgte auch die Mirage-Affäre für grosses Aufsehen. Aufgrund von grossen Kostenüberschreitungen bei der Beschaffung des Kampfflugzeuges Mirage sah sich die Armee zu einer Reduktion der Bestellung gezwungen, womit die gesamte Konzeption der Armee 61 infrage gestellt war. Eine direkte Konsequenz der Mirage-Affäre war die Ausgliederung der Kriegstechnischen Abteilung aus der Armee in einen Departementsbereich Gruppe für Rüstungsdienste (ab 1994 Gruppe Rüstung, seit 2004 armasuisse). Auch bei späteren Beschaffungen kam es zu Kostenüberschreitungen und öffentlichen Kontroversen, etwa im Fall der Leopard-2-Panzer und der neuen Lastwagen der Firma Saurer.
In der Zeit des Kalten Kriegs wurde oft in Frage gestellt, ob die Armee bei einem zu erwartenden Atomkrieg überhaupt etwas ausrichten könne.
Seit 1982 verfolgt die Gruppe Schweiz ohne Armee (GSoA) das Ziel, die Schweizer Armee abzuschaffen. Auf ihre Volksinitiativen hin konnten die Schweizer bereits zweimal über die Auflösung der Armee abstimmen. Bei der ersten Abstimmung 1989 erreichte die GSoA mit 35,6 Prozent Ja-Stimmen einen Achtungserfolg, der massgeblich zu einem Umdenken innerhalb der Armeeführung beitrug. Nach der Reform Armee 95 und den Terroranschlägen in New York war das Ergebnis der zweiten Volksabstimmung 2001 zur Abschaffung der Armee mit nur 23,2 Prozent Ja-Stimmen ein klares Votum für die Beibehaltung der Armee.

### Nach dem Kalten Krieg
Als im Frühjahr 1992 beide Kammern des Parlaments der Beschaffung von 34 Kampfflugzeugen des Typs F/A-18 zugestimmt hatten, gelang es der GSoA nach eigenen Angaben, innert 32 Tagen fast 500'000 Unterschriften für eine Initiative gegen dieses Vorhaben zu sammeln. Armeekreise bekämpften auch diese zweite GSoA-Initiative. Sie wurde als Armeeabschaffung in Raten bezeichnet. Die zweite GSoA-Initiative wurde am 6. Juni 1993 abgelehnt, allerdings waren 42,8 % der Abstimmenden für einen Verzicht auf die Flugzeuge.
Sowohl auf bürgerlicher als auch auf politisch linker Seite umstritten sind Einsätze der Schweizer Armee im Ausland. Die Rechte argumentiert mit der Neutralität der Schweiz, die Linke mit einem grundsätzlichen Pazifismus. 2001 vertraten die GSoA und die politische Vereinigung Aktion für eine unabhängige und neutrale Schweiz die Nein-Parole bei der Referendumsabstimmung zur möglichen Bewaffnung der im Ausland eingesetzten Truppen. Das Volk nahm die Vorlage des Bundesrates mit 51 Prozent Ja-Stimmen an.
Da es nach Ansicht der Gruppe für eine Schweiz ohne Armee (GSoA) seit dem Ende des Kalten Krieges für die Schweiz keine direkte militärische Bedrohung gibt, wird immer wieder in Frage gestellt, ob die Schweiz überhaupt eine bewaffnete Streitmacht braucht. Die Gruppe für eine Schweiz ohne Armee (GSoA) brachte in den Jahren 1989, 2001 und 2010 drei Initiativen an die Urne, die die Armee auflösen oder die Wehrpflicht abschaffen sollten. Alle drei Initiativen scheiterten deutlich.
Regelmässig gibt die Wehrgerechtigkeit Anlass zur Diskussion. Dabei werden zuweilen hohe, vermeintlich wachsende Untauglichkeitsraten (40 % der Wehrdienstpflichtigen laut einer Meldung des Tages-Anzeiger vom 12. September 2006) als Argumente ins Feld geführt. Ein Grund dafür mag sein, dass aufgrund des neuen Rekrutierungsverfahrens, das seit 2004 zur Anwendung kommt, ein höherer Anteil bereits vor der Rekrutenschule für militärdienstuntauglich erklärt wird (2006: 65 %, im Vergleich zu 2001/2002: 80 %). Der daraus häufig gezogene Schluss, die Tauglichkeit sei im Rückgang begriffen, stimmt insofern nicht, wenn die Werte nach der Rekrutenschule beigezogen werden. Hier sind die Werte stabil (2006: 60 %, im Vergleich zu 2001/2002: 58 %). Unter der Berücksichtigung der Zivilschutztauglichen (2006: 16 %) sind gut drei Viertel eines Jahrganges diensttauglich.
Eine weitere Kontroverse betrifft die von den Armeeangehörigen privat aufzubewahrende persönliche Waffe. Nachdem mehrere Fälle von Missbrauch durch die Medien gingen, verlangten linksgerichtete Nationalräte im Jahre 2006, in der Waffengesetzrevision den Armeeangehörigen das Aufbewahren der persönlichen Dienstwaffe zu Hause zu verbieten. Die bürgerliche Mehrheit verwarf diesen Antrag mit der Begründung, eine solche Massnahme würde den Auftrag der Armee beeinträchtigen.
Der Kanton Genf erlaubte daraufhin, in einem nicht mit dem VBS abgesprochenen Beschluss, das freiwillige Einlagern der Ordonnanzwaffe im kantonalen Zeughaus. Seit Herbst 2007 wird, basierend auf einem Kompromiss im Parlament, die Taschenmunition nur noch an Angehörige spezieller Formationen abgegeben, die binnen Stunden mobilisierbar sind.
Im Jahr 2009 wurde der Brigadier Hans-Peter Wüthrich auf Beschluss des Gesamtbundesrates zum 31. Dezember 2009, im Alter von 61 Jahren, nach über 33 Jahren als Berufsoffizier und höherer Stabsoffizier aus der Funktion entlassen. Sodann gründete Herr Wüthrich die Firma Hans-Peter Wüthrich Education GmbH (bietet Coaching, Führungsausbildung, Beratung und Mediation an), einer seiner Kunden war die Schweizer Armee. Die Vergütung dieses Auftrags durfte 45'000 Franken nicht überschreiten. Das Beratungsmandat war nicht ausgeschrieben worden und als Direktmandat an Herrn Wüthrich vergeben.
Ex-Swisscom-CEO Jens Alder erhält als Leiter des Steuerungsausschusses Informatik 200'000 Franken. Dabei soll unter anderem ein von der Firma SAP geliefertes Informatiksystem kriegstauglich betriebsbereit gemacht werden. Das Volumen der externen Berater der Firmen Capgemini, BearingPoint, SAP, Abilita und NOVO Business Consultants umfasst über 100 Millionen Franken für 2010.
Die jährlichen Informatikkosten sollten bis zum Jahr 2012 um 20 Millionen, bis 2013 um 40 Millionen und bis 2014 um 60 Millionen Franken gesenkt werden.
In der ersten Hälfte der 2020er Jahre gab es unter Verteidigungsministerin Viola Amherd und Armeechef Thomas Süssli eine Annäherung der Schweizer Armee an die NATO.

## Unglücke, Unfälle und Affären
- Obersten-Affäre: Vor und nach Ausbruch des Ersten Weltkrieges belieferten zwei Oberste im Generalstab die Militärattachés Deutschlands und Österreich-Ungarns mit den Tagesbulletins des Schweizer Generalstabs und mit vertraulichen Telegrammen, die der Schweizer Nachrichtendienst entschlüsselt hatte.

- Der Bunkerprozess war die juristische Aufarbeitung eines Bauskandals der Schweizer Armee in der Mitte des 20. Jahrhunderts. Bei Bunkeranlagen aus dem Zweiten Weltkrieg wurden 1946 gravierende Baumängel festgestellt.

- Am 19. Dezember 1947 um 23:34 Uhr explodierte in Mitholz ein eidgenössisches Munitionsmagazin. Neun Menschen starben und viele Gebäude wurden zerstört, unter anderem der BLS-Bahnhof. Die Schadenssumme betrug 100 Millionen Franken (→ Explosionskatastrophe von Mitholz).[88][89] Am 25. Februar 2020 gab das VBS bekannt, dass die rund 170 Bewohner von Mitholz ihre Heimat für mindestens zehn Jahre verlassen müssen, damit die immer noch im Berg lagernde Munition geräumt werden kann. Die eigentliche Räumung soll 2031 beginnen. Die Kosten werden sich auf über eine Milliarde Franken belaufen.[90][91]

- Seit 1941 ereigneten sich in der Schweizer Luftwaffe rund 400 Flugunfälle mit über 350 Todesopfern. Bis jetzt, Stand September 2016, verunglückten unter anderem eine F/A-18C, drei F/A-18D, zehn F-5E Tiger, ein BAE Hawk, neun Mirage IIIS, eine Mirage IIIBS, zwei Cougar, eine Pilatus PC-9, 28 Hawker Hunter, 29 de Havilland DH.100 Vampire und etwa 50 de Havilland DH.112 Venom.[92][93][94][95] Das bisher opferreichste Unglück ereignete sich am 27. August 1938. Fünf Maschinen des Typs Fokker CV-E flogen im Formationsflug vom Militärflugplatz Dübendorf via Disentis nach Bellinzona. In der Region Hoch-Ybrig wurden die Piloten von Nebel überrascht. Vier der zweisitzigen Maschinen stürzten ab. Sieben Piloten und Mechaniker starben, einer überlebte schwer verletzt.[96]

- Munitionsversenkungen in Schweizer Seen: In den 1940er bis 1960er Jahren versenkte die Schweizer Armee grosse Mengen nicht mehr benötigter Munition, weitaus am meisten im Thuner-, Brienzer- und Vierwaldstättersee.[97]

- Die Mirage-Affäre war Anfang der 1960er Jahre eine politische Affäre, die, ausgehend von Kostenüberschreitungen bei einer Kampfflugzeugbeschaffung, weitreichende Folgen für die schweizerische Verteidigungspolitik nach sich zog.

- Affäre um Brigadier Jean-Louis Jeanmaire, welcher 1976 wegen Landesverrat zu 18 Jahren Haft verurteilt wurde.

- Bachmann/Schilling-Affäre zur Spionage von Kurt Schilling beim österreichischen Bundesheer. Als Folge wurde Albert Bachmann vom Departementschef Georges-André Chevallaz entlassen.

- Affäre um die geheime Kaderorganisation P-26 zur Aufrechterhaltung des Widerstandswillens der Schweiz. Die P-26 wurde nach der Bekanntmachung 1990 durch eine Parlamentarische Untersuchungskommission (PUK) von dem Bundesrat aufgelöst.

- Affäre um Oberst Friedrich Nyffenegger zu den Feierlichkeiten zum 50. Jahrestag der Mobilmachung der Schweizer Armee sowie der darauf folgenden «Krypto-Affäre». Nyffenegger wurde 1999 zu sechs Monaten auf Bewährung verurteilt und der Generalstabschef Arthur Liener musste 1997 vorzeitig zurücktreten.

- Affäre um Hauptmann Dino Bellasi und Divisionär Peter Regli, dem Chef des schweizerischen Nachrichtendienstes. Bellasi veruntreute rund 9 Millionen Franken und behauptete, er sei von seinem Vorgesetzten Regli mit dem Aufbau von einem «Schattennachrichtendienst» beauftragt worden. Die von Bundesrat Adolf Ogi angeordnete Administrativuntersuchung entlastete und rehabilitierte Regli. Bellasi wurde 1999 wegen Betruges, Urkundenfälschung, falscher Anschuldigungen und weiterer Delikte zu sechs Jahren Zuchthausstrafe verurteilt.

- Affäre um Roland Nef. Departementschef Samuel Schmid hatte Ende 2007 Nef zum Chef der Armee befördert, obwohl gegen diesen Ermittlungen aufgrund von Stalking seiner Ex-Partnerin liefen. Im August 2008 wurde das Arbeitsverhältnis von Nef im gegenseitigen Einvernehmen mit Schmid aufgelöst.